# Spanien beim Eurovision Song Contest
Teilnehmende Rundfunkanstalt

Erste Teilnahme
1961
Anzahl der Teilnahmen
65 (Stand 2025)
Höchste Platzierung
1 (1968, 1969)
Höchste Punktzahl
459 (2022)
Niedrigste Punktzahl
0 (1962, 1965, 1983)
Punkteschnitt (seit erstem Beitrag)
46,72 (Stand 2021)
Punkteschnitt pro abstimmendem Land im 12-Punkte-System
1,80 (Stand 2021)
Dieser Artikel beschäftigt sich mit der Geschichte Spaniens als Teilnehmer am Eurovision Song Contest.

## Regelmäßigkeit der Teilnahme und Erfolge im Wettbewerb

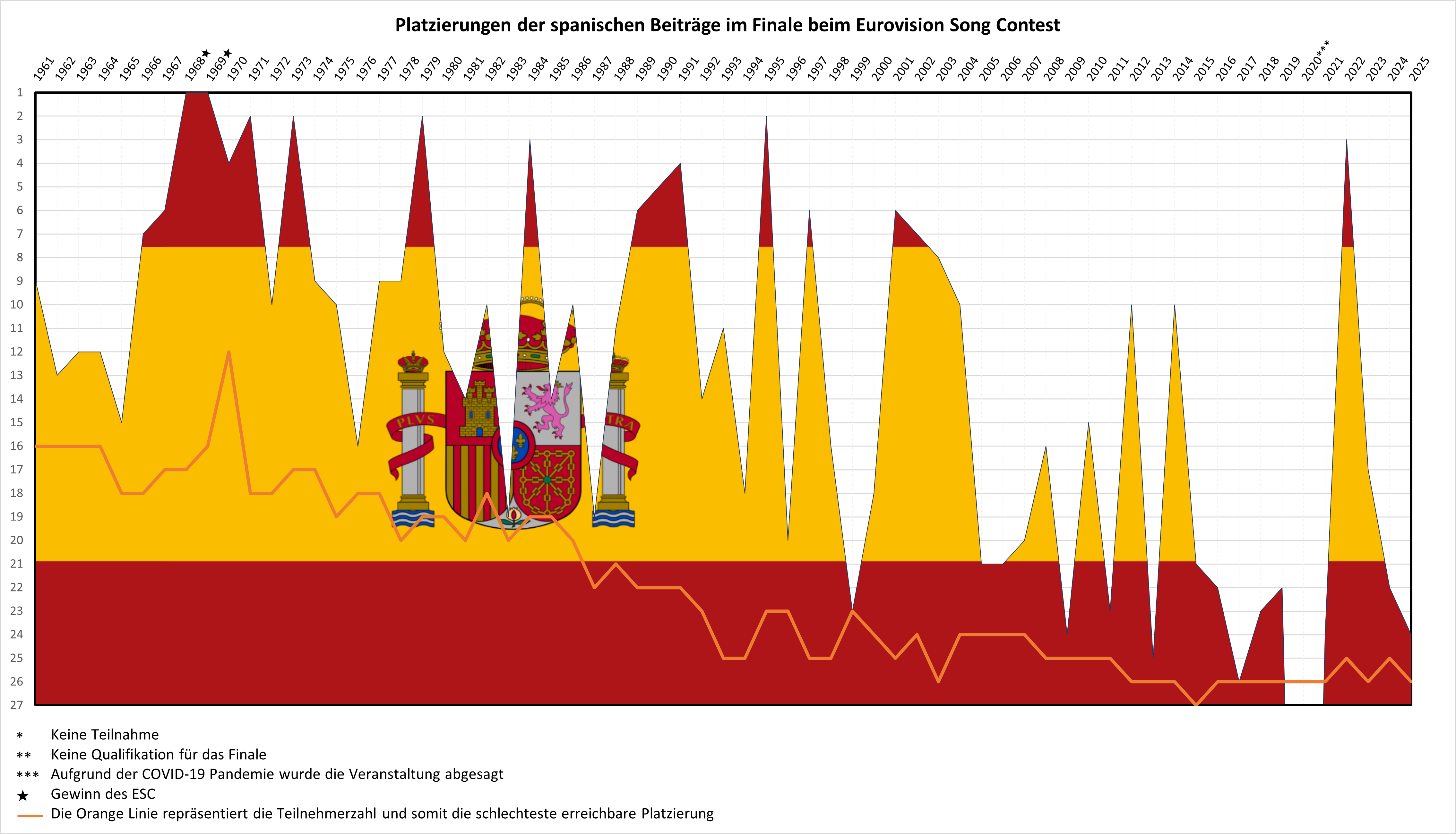
Platzierungen Spaniens im Finale (Stand 2025)

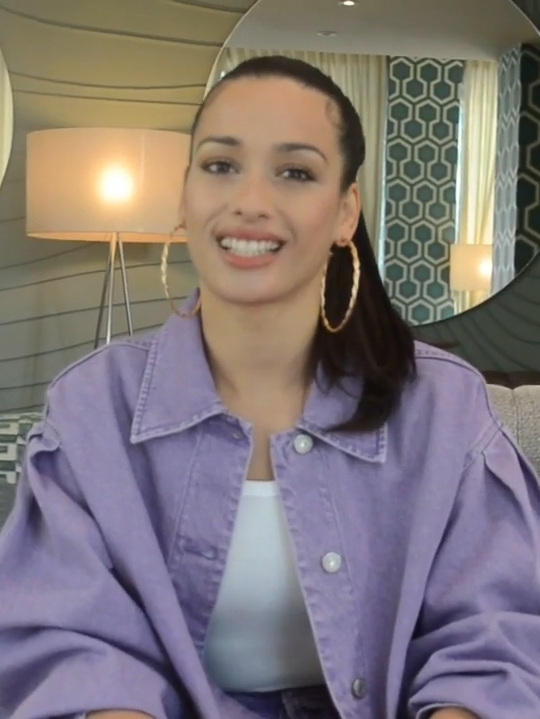
Chanel Terrero (2022) ist die bisher letzte spanische Teilnehmerin, die eine Platzierung unter den besten Zehn erreichte

Spanien nahm erstmals 1961 am Eurovision Song Contest teil. Der Erfolg war damals aber überschaubar. Schließlich landete der spanische Beitrag im Mittelfeld auf Platz 9 von 16. 1962 hingegen erreichte das Land lediglich den letzten Platz mit 0 Punkten, teilte sich diesen allerdings mit Belgien, den Niederlanden und Österreich. 1963 und 1964 landete Spanien jeweils im unteren Mittelfeld auf Platz 12 von 16. 1965 erreichte das Land erneut den letzten Platz ohne einen einzigen Punkt zu erhalten. Dieses Mal teilte sich Spanien diesen mit Belgien, Deutschland und Finnland. 1966 erreichte Spanien mit Platz 7 von 18 seine bisher beste Platzierung im Wettbewerb. Auch im Folgejahr gab es ein gutes Ergebnis. Schließlich landete der Sänger Raphael, der Spanien bereits im Vorjahr vertrat, auf Platz 6 von 17. 1968 feierte Spanien dann seinen ersten Sieg im Wettbewerb. So gewann die Sängerin Massiel knapp mit einem Punkt vor dem Vereinigten Königreich den Wettbewerb. 1969, als der Wettbewerb dann erstmals in Madrid stattfand, konnte Spanien erneut den Wettbewerb gewinnen und war damit das erste Land im Wettbewerb, welches zwei Mal in Folge gewinnen konnte. Die spanische Siegerin Salomé mit Vivo cantando musste sich jedoch den ersten Platz mit ihren Mitstreiterinnen aus Großbritannien, Frankreich und den Niederlanden teilen. 1970 setzte sich allerdings der spanische Erfolg fort, als der Sänger Julio Iglesias Platz 4 von 12 erreichte. Auch 1971 war Spanien erfolgreich im Wettbewerb und landete erstmals auf den zweiten Platz. Mit 116 Punkten holte die Sängerin Karina ebenfalls eine neue Höchstpunktzahl für das Land. 1972 endete der Erfolg Spaniens allerdings, als der Sänger Jaime Morey lediglich im Mittelfeld auf Platz 10 von 18 landete. 1973 hingegen holte Spanien wieder eine erfolgreiche Platzierung. Die Band Mocedades konnte Platz 2 erreichen und holte insgesamt 125 Punkte. Bis heute ist es Spaniens höchste Punktzahl im Wettbewerb. Ab 1974 konnte Spanien allerdings nicht mehr an die vorherigen Erfolge anknüpfen.
So landete der spanische Beitrag 1974 lediglich im Mittelfeld auf Platz 9 von 17. Auch 1975 konnte das Duo Sergio y Estíbaliz nur im Mittelfeld auf Platz 10 von 19 landen. 1976 erreichte Spanien dann seine schlechteste Platzierung seit elf Jahren. Schließlich erreichte der Sänger Braulio lediglich den drittletzten Platz. Auch 1977 und 1978 landete Spanien nur im Mittelfeld auf Platz 9 jeweils. 1979 konnte das Land dann wieder einen Erfolg im Wettbewerb verbuchen. So erreichte die Sängerin Betty Missiego einen weiteren zweitem Platz für Spanien. Trotzdem konnte sich der Erfolg nicht halten und so landete das Land 1980 wieder nur im Mittelfeld auf Platz 12 von 19. Auch im Folgejahr erreichte der spanische Beitrag nur das untere Mittelfeld mit Platz 14 von 20. Ebenfalls gab es 1982 nur einen Platz im Mittelfeld mit Platz 10 von 18. 1983 folgte dann der bis dahin dritte letzte Platz für Spanien. Erneut erhielt dieser keinen einzigen Punkt. Trotzdem wurde dieser letzte Platz erneut geteilt, in diesem Fall mit der Türkei. Umso erfolgreicher war das Land wieder 1983. So erreichte Spanien mit der Band Bravo den dritten Platz. 1985 war das Land aber wieder weniger erfolgreich und landete lediglich im unteren Mittelfeld auf Platz 14 von 19. Auch 1986 landete Spanien nur im Mittelfeld auf Platz 10 von 20. 1987 erreichte die Sängerin Patricia Kraus wieder nur eine Platzierung im unteren Mittelfeld auf Platz 19 von 22. Auch 1988 erreichte der spanische Beitrag lediglich Platz 11 von 21. Erst ab 1989 war das Land wieder erfolgreicher.
So erreichte die Sängerin Nina 1989 Platz 6 für das Land und holte damit die beste Platzierung seit 1984. Im Folgejahr erreichte das Duo Azúcar Moreno sogar eine noch bessere Platzierung und landete auf Platz 5. Auch 1991 setzte sich der Aufwärtstrend fort und Spanien landete auf Platz 4. 1992 hingegen endete dieser wieder und das Land landete wieder im Mittelfeld auf Platz 14 von 23. 1993 verpasste Spanien nur knapp eine Platzierung unter den besten Zehn und landete auf Platz 11. 1994 hingegen landete das Land wieder im unteren Mittelfeld und erreichte lediglich Platz 18 von 25. Umso erfolgreicher war der spanische Beitrag 1995. So erreichte die Sängerin Anabel Conde mit Platz 2 das beste Ergebnis seit 1979. Bereits im Folgejahr war das Land allerdings wieder nur wenig erfolgreich und landete auf Platz 20 von 23. 1997 hingegen schaffte es Spanien wieder unter die besten Zehn und erreichte Platz 6. Neben dieser guten Platzierung wurde das Land 1997 Teil der eingeführten „Großen“ – Big Four (Deutschland, Frankreich, Großbritannien, Spanien), seit 2011 Big Five (mit Italien), die größten EBU-Beitragszahler – und hat damit immer einen garantierten Finalplatz. Diese Maßnahme wurde eingeführt, um die langfristige Teilnahme der großen Geldgeber (Spanien, Großbritannien, Frankreich und Deutschland, ab 2011 auch Italien) und so das Überleben des Contests zu sichern. 1998 erreichte der Sänger Mikel Herzog allerdings wieder nur eine Platzierung im Mittelfeld und holte Platz 16 von 25. 1999 erreichte Spanien schließlich seine schlechteste Platzierung seit 1983 und landete erstmals alleinig auf dem letzten Platz. Dieses Mal erhielt der Beitrag wenigstens einen Punkt. Auch im Jahre 2000 konnte das Land lediglich Platz 18 von 24 erreichen. Erst ab dem Jahr 2001 war das Land wieder erfolgreich im Wettbewerb.
Schließlich erreichte der Sänger David Civera Platz 6 und damit das beste Ergebnis seit 1997. Auch in den Folgejahren konnte Spanien sich jeweils unter den besten Zehn platzieren. So holte die Sängerin Rosa 2002 Platz 7, die Sängerin Beth 2003 Platz 8 und der Sänger Ramón 2004 Platz 10. Es war damit das erste Mal seit 1974, dass Spanien mehr als drei Mal in Folge eine Platzierung unter den besten Zehn erreichte. Nach dieser erfolgreichen Zeit war Spanien allerdings nicht mehr so erfolgreich im Wettbewerb. So erreichten die spanischen Beiträge 2005 und 2006 lediglich Platz 21 jeweils. Auch 2007 gab es eine ähnliche Platzierung mit Platz 20. 2008 gab es allerdings wieder eine Platzierung im Mittelfeld mit Platz 16. 2009 hingegen wurde Spanien nur Vorletzter. 2010 gab es mit Platz 15 eine weitere Platzierung im Mittelfeld. 2011 landete Lucía Pérez dann auf dem drittletzten Platz. 2012 erreichte Pastora Soler dann die beste Platzierung seit 2004, da sie Platz 10 am Ende belegte. 2013 war Spanien allerdings wieder weniger erfolgreich und wurde erneut Vorletzter. 2014 hingegen konnte Ruth Lorenzo den Erfolg von Pastora Soler 2012 wiederholen und landete am Ende auf Platz 10. Danach konnte Spanien allerdings keine Erfolge mehr im Wettbewerb verbuchen.
So landete die Sängerin Edurne 2015 im unteren Mittelfeld mit Platz 21, während 2016 mit Platz 22 eine ähnliche Platzierung erreicht wurde. 2017 hingegen erreichte Spanien seine schlechteste Platzierung seit 1999 und wurde zum bereits fünften Mal Letzter. Auch 2018 und 2019 wurden mit Platz 23 und 22 wieder nur Platzierungen im unteren Tabellenteil erreicht. 2021 landete der spanische Beitrag auf Platz 24 und erhielt dabei keine Punkte vom Televoting. 2022 hingegen konnte Vertreterin Chanel für Spanien einen dritten Platz erzielen, was das beste Ergebnis des Landes seit 1995 ist. Ihr wurden vorzeitig sogar hohe Siegchancen zugeschrieben, was es zuvor für keinen spanischen Beitrag in den letzten Jahren gab. 2023 konnte man dann jedoch nicht an das Hoch vom Vorjahr anknüpfen. Im Finale belegte man mit Platz 17 von 26 nur eine Platzierung im unteren Mittelfeld. 2024 und 2025 erreichten die spanischen Beiträge jeweils den drittletzten Platz.
Insgesamt landeten also 28 von den 65 Beiträge in der linken Tabellenhälfte. Dazu landete das Land fünfmal auf den letzten Platz. Mit zwei Siegen, vier zweiten Plätzen und einem dritten Platz gehört Spanien zu den durchschnittlich erfolgreichen Ländern im Wettbewerb. Trotzdem ist es von allen Big5-Teilnehmern das insgesamt schwächste Teilnehmerland. Weiterhin ist allerdings anzumerken, dass sich Spanien neben Albanien, Australien und Aserbaidschan noch nie vom Wettbewerb zurückgezogen hat seit seiner ersten Teilnahme. Allerdings ist dies besonders bei Spanien hervorzuheben. Schließlich nimmt Spanien seit 1961 durchgängig teil, während Albanien, Australien und Aserbaidschan alle erst seit den 2000er Jahren am Song Contest teilnehmen. Außerdem ist Spanien das Land, das seit 56 Jahren auf seinen nächsten Sieg wartet.

## Liste der Beiträge
Farblegende:
– 1. Platz. 
– 2. Platz. 
– 3. Platz. 
– Punktgleichheit mit dem letzten Platz.
– ausgeschieden im Halbfinale/in der Qualifikation/im osteuropäischen Vorentscheid.
– keine Teilnahme/nicht qualifiziert.
– Absage des Eurovision Song Contests.
| Jahr | Interpret             | Lied Musik (M) und Text (T) | Sprache            | Übersetzung                                         | Finale                                           | Finale                                           | Halbfinale/ Qualifikation                        | Halbfinale/ Qualifikation                        | Nationaler Vorentscheid                                    |
| Jahr | Interpret             | Lied Musik (M) und Text (T) | Sprache            | Übersetzung                                         | Platz                                            | Punkte                                           | Platz                                            | Punkte                                           | Nationaler Vorentscheid                                    |
| ---- | --------------------- | --- | ------------------ | --------------------------------------------------- | ------------------------------------------------ | ------------------------------------------------ | ------------------------------------------------ | ------------------------------------------------ | ---------------------------------------------------------- |
| 1961 | Conchita Bautista     | Estando contigo M: Augusto Algueró; T: Antonio Guijarro                                                                           | Spanisch           | Bei dir zu sein                                     | 9 / 16                                           | 8                                                | Kein Halbfinale stattgefunden                    | Kein Halbfinale stattgefunden                    | Final nacional 1961                                        |
| 1962 | Víctor Balaguer       | Llámame M: Mario Selles; T: Miguel Portoles                                                                                       | Spanisch           | Ruf mich                                            | 13 / 16                                          | 0                                                | Kein Halbfinale stattgefunden                    | Kein Halbfinale stattgefunden                    | Final nacional 1962                                        |
| 1963 | José Guardiola        | Algo prodigioso M: Fernando García Morcillo; T: Camillo Murillo Janero                                                            | Spanisch           | Etwas Wunderbares                                   | 12 / 16                                          | 2                                                | Kein Halbfinale stattgefunden                    | Kein Halbfinale stattgefunden                    | interne Auswahl                                            |
| 1964 | Los TNT               | Caracola M/T: Fina de Calderón | Spanisch           | Schnecke                                            | 12 / 16                                          | 1                                                | Kein Halbfinale stattgefunden                    | Kein Halbfinale stattgefunden                    | Gran Parada 1964                                           |
| 1965 | Conchita Bautista     | ¡Qué bueno, qué bueno! M/T: Antonio Figueroa Egea                                                                                 | Spanisch           | Wie gut, wie gut!                                   | 15 / 18                                          | 0                                                | Kein Halbfinale stattgefunden                    | Kein Halbfinale stattgefunden                    | Eurofestival 1965                                          |
| 1966 | Raphael               | Yo soy aquél M/T: Manuel Alejandro                                                                                                | Spanisch           | Ich bin derjenige                                   | 7 / 18                                           | 9                                                | Kein Halbfinale stattgefunden                    | Kein Halbfinale stattgefunden                    | interne Auswahl                                            |
| 1967 | Raphael               | Hablemos del amor M/T: Manuel Alejandro                                                                                           | Spanisch           | Lass uns über Liebe sprechen                        | 6 / 17                                           | 9                                                | Kein Halbfinale stattgefunden                    | Kein Halbfinale stattgefunden                    | interne Auswahl                                            |
| 1968 | Massiel               | La, la, la M/T: Manuel de la Calva, Ramón Arcusa                                                                                  | Spanisch           | La, la, la                                          | 1 / 17                                           | 29                                               | Kein Halbfinale stattgefunden                    | Kein Halbfinale stattgefunden                    | interne Auswahl                                            |
| 1969 | Salomé                | Vivo cantando M: Maria José de Cerato; T: Aniano Alcalde                                                                          | Spanisch           | Ich lebe singend                                    | 1 / 16                                           | 18                                               | Kein Halbfinale stattgefunden                    | Kein Halbfinale stattgefunden                    | Festival de la canción española 1969                       |
| 1970 | Julio Iglesias        | Gwendolyne M/T: Julio Iglesias | Spanisch           | Gwendolyne                                          | 4 / 12                                           | 8                                                | Kein Halbfinale stattgefunden                    | Kein Halbfinale stattgefunden                    | Festival de la canción española 1970                       |
| 1971 | Karina                | En un mundo nuevo M: Rafael Trabucchelli; T: Tony Luz                                                                             | Spanisch           | In einer neuen Welt                                 | 2 / 18                                           | 116                                              | Kein Halbfinale stattgefunden                    | Kein Halbfinale stattgefunden                    | Pasaporte a Dublín                                         |
| 1972 | Jaime Morey           | Amanece M: Augusto Algueró; T: Ramón Arcusa                                                                                       | Spanisch           | Es dämmert                                          | 10 / 18                                          | 83                                               | Kein Halbfinale stattgefunden                    | Kein Halbfinale stattgefunden                    | interne Auswahl                                            |
| 1973 | Mocedades             | Eres tú M/T: Juan Carlos Calderón                                                                                                 | Spanisch           | Du bist                                             | 2 / 17                                           | 125                                              | Kein Halbfinale stattgefunden                    | Kein Halbfinale stattgefunden                    | interne Auswahl                                            |
| 1974 | Peret                 | Canta y sé feliz M/T: Pedro Pubill Calaf                                                                                          | Spanisch           | Sing und sei glücklich                              | 9 / 17                                           | 10                                               | Kein Halbfinale stattgefunden                    | Kein Halbfinale stattgefunden                    | interne Auswahl                                            |
| 1975 | Sergio y Estíbaliz    | Tú volverás M/T: Juan Carlos Calderón                                                                                             | Spanisch           | Du wirst zurückkommen                               | 10 / 19                                          | 53                                               | Kein Halbfinale stattgefunden                    | Kein Halbfinale stattgefunden                    | interne Auswahl                                            |
| 1976 | Braulio               | Sobran las palabras M/T: Braulio Antonio García Bautista                                                                          | Spanisch           | Worte sind überflüssig                              | 16 / 18                                          | 11                                               | Kein Halbfinale stattgefunden                    | Kein Halbfinale stattgefunden                    | Voces a 45                                                 |
| 1977 | Micky                 | Enséñame a cantar M/T: Fernando Arbex                                                                                             | Spanisch           | Lehr mich singen                                    | 9 / 18                                           | 52                                               | Kein Halbfinale stattgefunden                    | Kein Halbfinale stattgefunden                    | interne Auswahl                                            |
| 1978 | José Vélez            | Bailemos un vals M/T: Manuel de la Calva, Ramón Arcusa                                                                            | Spanisch           | Tanzen wir einen Walzer                             | 9 / 20                                           | 65                                               | Kein Halbfinale stattgefunden                    | Kein Halbfinale stattgefunden                    | interne Auswahl                                            |
| 1979 | Betty Missiego        | Su canción M/T: Fernando Moreno                                                                                                   | Spanisch           | Ihr Lied                                            | 2 / 19                                           | 116                                              | Kein Halbfinale stattgefunden                    | Kein Halbfinale stattgefunden                    | interne Auswahl                                            |
| 1980 | Trigo Limpio          | Quédate esta noche M/T: José Antonio Martin                                                                                       | Spanisch           | Bleib heute nacht                                   | 12 / 19                                          | 38                                               | Kein Halbfinale stattgefunden                    | Kein Halbfinale stattgefunden                    | interne Auswahl                                            |
| 1981 | Bacchelli             | Y sólo tú M/T: Amado Jaen | Spanisch           | Und nur du                                          | 14 / 20                                          | 38                                               | Kein Halbfinale stattgefunden                    | Kein Halbfinale stattgefunden                    | interne Auswahl                                            |
| 1982 | Lucía                 | Él M: Francisco Cepero; T: Ignacio Román                                                                                          | Spanisch           | Er                                                  | 10 / 18                                          | 52                                               | Kein Halbfinale stattgefunden                    | Kein Halbfinale stattgefunden                    | interne Auswahl                                            |
| 1983 | Remedios Amaya        | ¿Quién maneja mi barca? M: José Miguel Evóras; T: Isidro Muñoz                                                                    | Spanisch           | Wer steuert mein Schiff?                            | 19 / 20                                          | 0                                                | Kein Halbfinale stattgefunden                    | Kein Halbfinale stattgefunden                    | interne Auswahl                                            |
| 1984 | Bravo                 | Lady, Lady M: Miguel Blasco; T: Amaya Saizar                                                                                      | Spanisch           | Lady, Lady                                          | 3 / 19                                           | 106                                              | Kein Halbfinale stattgefunden                    | Kein Halbfinale stattgefunden                    | interne Auswahl                                            |
| 1985 | Paloma San Basilio    | La fiesta terminó M/T: Juan Carlos Calderón                                                                                       | Spanisch           | Die Party ist vorbei                                | 14 / 19                                          | 36                                               | Kein Halbfinale stattgefunden                    | Kein Halbfinale stattgefunden                    | interne Auswahl                                            |
| 1986 | Cadillac              | Valentino M/T: José María Guzmán                                                                                                  | Spanisch           | Valentino                                           | 10 / 20                                          | 51                                               | Kein Halbfinale stattgefunden                    | Kein Halbfinale stattgefunden                    | interne Auswahl                                            |
| 1987 | Patricia Kraus        | No estás solo M: Rafael Martínez, Rafael Trabucchelli; T: Patricia Kraus                                                          | Spanisch           | Du bist nicht allein                                | 19 / 22                                          | 10                                               | Kein Halbfinale stattgefunden                    | Kein Halbfinale stattgefunden                    | interne Auswahl                                            |
| 1988 | La Década Prodigiosa  | La chica que yo quiero (Made in Spain) M: Enrique Piero; T: Francisco Dondiego                                                    | Spanisch           | Das Mädchen, das ich liebe (Hergestellt in Spanien) | 11 / 21                                          | 58                                               | Kein Halbfinale stattgefunden                    | Kein Halbfinale stattgefunden                    | interne Auswahl                                            |
| 1989 | Nina                  | Nacida para amar M/T: Juan Carlos Calderón                                                                                        | Spanisch           | Geboren, um zu lieben                               | 6 / 22                                           | 88                                               | Kein Halbfinale stattgefunden                    | Kein Halbfinale stattgefunden                    | interne Auswahl                                            |
| 1990 | Azúcar Moreno         | Bandido M: Raúl Orellana, Jaime Stinus; T: José Luis Abel                                                                         | Spanisch           | Bandit                                              | 5 / 22                                           | 96                                               | Kein Halbfinale stattgefunden                    | Kein Halbfinale stattgefunden                    | interne Auswahl                                            |
| 1991 | Sergio Dalma          | Bailar pegados M: Julio Seijas; T: Luis Gomez Escolar                                                                             | Spanisch           | Eng tanzen                                          | 4 / 22                                           | 119                                              | Kein Halbfinale stattgefunden                    | Kein Halbfinale stattgefunden                    | interne Auswahl                                            |
| 1992 | Serafín Zubiri        | Todo esto es la música M: Luis Miguélez, Alfredo Valbuena; T: Luis Miguélez                                                       | Spanisch           | Musik ist all das                                   | 14 / 23                                          | 37                                               | Kein Halbfinale stattgefunden                    | Kein Halbfinale stattgefunden                    | interne Auswahl                                            |
| 1993 | Eva Santamaría        | Hombres M: Christian de Walden, Ralf Steinman, Carlos Toro; T: Carlos Toro                                                        | Spanisch           | Männer                                              | 11 / 25                                          | 58                                               | Kein Halbfinale stattgefunden                    | Kein Halbfinale stattgefunden                    | interne Auswahl                                            |
| 1994 | Alejandro Abad        | Ella no es ella M/T: Alejandro Abad                                                                                               | Spanisch           | Sie ist nicht sie                                   | 18 / 25                                          | 17                                               | Direkt für das Finale qualifiziert               | Direkt für das Finale qualifiziert               | interne Auswahl                                            |
| 1995 | Anabel Conde          | Vuelve conmigo M/T: José María Purón                                                                                              | Spanisch           | Komm zurück zu mir                                  | 2 / 23                                           | 119                                              | Direkt für das Finale qualifiziert               | Direkt für das Finale qualifiziert               | interne Auswahl                                            |
| 1996 | Antonio Carbonell     | ¡Ay, qué deseo! M/T: Antonio Carmona, Josemi Carmona, Juan Carmona                                                                | Spanisch           | Oh, welch eine Lust!                                | 20 / 23                                          | 17                                               | 14 / 29                                          | 43                                               | interne Auswahl                                            |
| 1997 | Marcos Llunas         | Sin rencor M/T: Marcos Llunas | Spanisch           | Ohne Groll                                          | 6 / 25                                           | 96                                               | Direkt für das Finale qualifiziert               | Direkt für das Finale qualifiziert               | interne Auswahl                                            |
| 1998 | Mikel Herzog          | ¿Qué voy a hacer sin ti? M: Alberto Estébanez; T: Mikel Herzog                                                                    | Spanisch           | Was soll ich ohne dich machen?                      | 16 / 25                                          | 21                                               | Direkt für das Finale qualifiziert               | Direkt für das Finale qualifiziert               | interne Auswahl                                            |
| 1999 | Lydia                 | No quiero escuchar M/T: Carlos López González, Adolfo Carmona Zamarreño, Fernando Rodríguez Fernández, Alejandro Piqueras Ramírez | Spanisch           | Ich will nicht hören                                | 23 / 23                                          | 1                                                | Direkt für das Finale qualifiziert               | Direkt für das Finale qualifiziert               | interne Auswahl                                            |
| 2000 | Serafín Zubiri        | Colgado de un sueño M/T: José María Purón                                                                                         | Spanisch           | An einem Traum hängend                              | 18 / 24                                          | 18                                               | Direkt für das Finale qualifiziert               | Direkt für das Finale qualifiziert               | Eurocanción 2000                                           |
| 2001 | David Civera          | Dile que la quiero M/T: Alejandro Abad                                                                                            | Spanisch           | Sag ihr, dass ich sie liebe                         | 6 / 23                                           | 76                                               | Direkt für das Finale qualifiziert               | Direkt für das Finale qualifiziert               | Eurocanción 2001                                           |
| 2002 | Rosa                  | Europe’s Living a Celebration M: Toni Ten; T: Xasqui Ten                                                                          | Spanisch a         | Europa lebt eine Feier                              | 7 / 24                                           | 81                                               | Direkt für das Finale qualifiziert               | Direkt für das Finale qualifiziert               | Operación Triunfo 2001                                     |
| 2003 | Beth                  | Dime M/T: Jesús María Pérez, Amaya Martínez                                                                                       | Spanisch           | Sag mir                                             | 8 / 26                                           | 81                                               | Direkt für das Finale qualifiziert               | Direkt für das Finale qualifiziert               | Operación Triunfo 2002                                     |
| 2004 | Ramón                 | Para llenarme de ti M/T: Kike Santander                                                                                           | Spanisch           | Um mich mit dir zu füllen                           | 10 / 24                                          | 87                                               | Direkt für das Finale qualifiziert               | Direkt für das Finale qualifiziert               | Operación Triunfo 2003                                     |
| 2005 | Son de Sol            | Brujería M/T: Alfredo Panebianco                                                                                                  | Spanisch           | Hexerei                                             | 21 / 24                                          | 28                                               | Direkt für das Finale qualifiziert               | Direkt für das Finale qualifiziert               | Eurovisión 2005: Elige nuestra canción                     |
| 2006 | Las Ketchup           | Un Bloody Mary M/T: Queco | Spanisch           | Ein Bloody Mary                                     | 21 / 24                                          | 18                                               | Direkt für das Finale qualifiziert               | Direkt für das Finale qualifiziert               | interne Auswahl                                            |
| 2007 | D’Nash                | I Love You mi vida M: Thomas G:son, Andreas Rickstrand; T: Tony S.-Ohlsson, Rebeca Pous del Toro                                  | Spanisch           | Ich liebe dich, mein Leben                          | 20 / 24                                          | 43                                               | Direkt für das Finale qualifiziert               | Direkt für das Finale qualifiziert               | Misión Eurovisión                                          |
| 2008 | Rodolfo Chikilicuatre | Baila el Chiki Chiki M/T: Rodolfo Chikilicuatre & Friends                                                                         | Spanisch, Englisch | Tanz den Chiki-Chiki                                | 16 / 25                                          | 55                                               | Direkt für das Finale qualifiziert               | Direkt für das Finale qualifiziert               | Salvemos Eurovisión                                        |
| 2009 | Soraya                | La noche es para mí M: Jason Gill, Dimitri Stassos, Irini Michas; T: Felipe Pedroso                                               | Spanisch, Englisch | Diese Nacht ist für mich                            | 24 / 25                                          | 23                                               | Direkt für das Finale qualifiziert               | Direkt für das Finale qualifiziert               | Eurovisión 2009: El retorno                                |
| 2010 | Daniel Diges          | Algo pequeñito M/T: Jesús Cañadilla, Luis Miguel de la Varga, Alberto Jodar, Daniel Diges                                         | Spanisch           | Etwas winzig Kleines                                | 15 / 25                                          | 68                                               | Direkt für das Finale qualifiziert               | Direkt für das Finale qualifiziert               | Eurovisión 2010: Destino Oslo                              |
| 2011 | Lucía Pérez           | Que me quiten lo bailao M/T: Rafael Artesero                                                                                      | Spanisch           | Ich hatte Spaß, was kümmert mich der Rest           | 23 / 25                                          | 50                                               | Direkt für das Finale qualifiziert               | Direkt für das Finale qualifiziert               | Destino Eurovisión                                         |
| 2012 | Pastora Soler         | Quédate conmigo M: Thomas G:son, Erik Bernholm, Antonio Sánchez; T: Antonio Sánchez                                               | Spanisch           | Bleib bei mir                                       | 10 / 26                                          | 97                                               | Direkt für das Finale qualifiziert               | Direkt für das Finale qualifiziert               | Eurovisión: Pastora Soler                                  |
| 2013 | El Sueño de Morfeo    | Contigo hasta el final M/T: David Feito, Raquel del Rosario, Juan Luis Suárez                                                     | Spanisch           | Mit dir bis ans Ende                                | 25 / 26                                          | 8                                                | Direkt für das Finale qualifiziert               | Direkt für das Finale qualifiziert               | El Sueño de Morfeo: Destino Eurovisión                     |
| 2014 | Ruth Lorenzo          | Dancing in the Rain M/T: Ruth Lorenzo, James Lawrence Irvin, Julian Emery                                                         | Englisch, Spanisch | Im Regen tanzen                                     | 10 / 26                                          | 74                                               | Direkt für das Finale qualifiziert               | Direkt für das Finale qualifiziert               | Mira quién va a Eurovisión                                 |
| 2015 | Edurne                | Amanecer M/T: Thomas G:son, Tony Sánchez-Olsson, Peter Boström                                                                    | Spanisch           | Sonnenaufgang                                       | 21 / 27                                          | 15                                               | Direkt für das Finale qualifiziert               | Direkt für das Finale qualifiziert               | interne Auswahl                                            |
| 2016 | Barei                 | Say Yay! M/T: Bárbara Reyzabál, Rubén Villanueva, Víctor Púa Vívo                                                                 | Englisch           | Sag hurra!                                          | 22 / 26                                          | 77                                               | Direkt für das Finale qualifiziert               | Direkt für das Finale qualifiziert               | Objetivo Eurovisión 2016                                   |
| 2017 | Manel Navarro         | Do It for Your Lover M/T: Manel Navarro, Antonio Rayo „Rayito“                                                                    | Spanisch, Englisch | Tu′ es für deinen Liebhaber                         | 26 / 26                                          | 5                                                | Direkt für das Finale qualifiziert               | Direkt für das Finale qualifiziert               | Objetivo Eurovisión 2017                                   |
| 2018 | Alfred & Amaia        | Tu canción M/T: Raul Gomez Garcia, Sylvia Ruth Santoro Lopez                                                                      | Spanisch           | Dein Lied                                           | 23 / 26                                          | 66                                               | Direkt für das Finale qualifiziert               | Direkt für das Finale qualifiziert               | Operación Triunfo 2017                                     |
| 2019 | Miki                  | La venda M/T: Adrià Salas | Spanisch           | Die Augenbinde                                      | 22 / 26                                          | 54                                               | Direkt für das Finale qualifiziert               | Direkt für das Finale qualifiziert               | Operación Triunfo 2018                                     |
| 2020 | Blas Cantó            | Universo M: Blas Cantó, Dan Hammond, Ash Hicklin, Mikolaj Trybulec, Dangelo Ortega; T: Blas Cantó, Dan Hammond                    | Spanisch           | Universum                                           | Absage wegen der COVID-19-Pandemie durch die EBU | Absage wegen der COVID-19-Pandemie durch die EBU | Absage wegen der COVID-19-Pandemie durch die EBU | Absage wegen der COVID-19-Pandemie durch die EBU | interne Auswahl                                            |
| 2021 | Blas Cantó            | Voy a quedarme M/T: Blas Cantó, Leroy Sanchez, Daniel Ortega „Dangelo“, Dan Hammond                                               | Spanisch           | Ich werde bleiben                                   | 24 / 26                                          | 6                                                | Direkt für das Finale qualifiziert               | Direkt für das Finale qualifiziert               | interne Auswahl (Interpret) Destino Eurovision 2021 (Lied) |
| 2022 | Chanel                | SloMo M/T: Leroy Sanchez, Keith Harris, Ibere Fortes, Maggie Szabo, Arjen Thonen                                                  | Spanisch, Englisch | Zeitlupe                                            | 3 / 25                                           | 459                                              | Direkt für das Finale qualifiziert               | Direkt für das Finale qualifiziert               | Benidorm Fest 2022                                         |
| 2023 | Blanca Paloma         | Eaea M: Blanca Paloma, Jose Pablo Polo; T: Blanca Paloma, Jose Pablo Polo, Álvaro Tato                                            | Spanisch           | –                                                   | 17 / 26                                          | 100                                              | Direkt für das Finale qualifiziert               | Direkt für das Finale qualifiziert               | Benidorm Fest 2023                                         |
| 2024 | Nebulossa             | Zorra M/T: María Bas, Mark Dasousa                                                                                                | Spanisch           | Schlampe                                            | 22 / 25                                          | 30                                               | Direkt für das Finale qualifiziert               | Direkt für das Finale qualifiziert               | Benidorm Fest 2024                                         |
| 2025 | Melody                | Esa diva M/T: Alberto Fuentes Lorite, Melodía Ruiz Gutiérrez                                                                      | Spanisch           | Diese Diva                                          | 24 / 26                                          | 37                                               | Direkt für das Finale qualifiziert               | Direkt für das Finale qualifiziert               | Benidorm Fest 2025                                         |

## Nationale Vorentscheide
Der Großteil der spanischen Beiträge zum Eurovision Song Contest wurde intern ausgewählt, nämlich in den Jahren 1963, 1966 bis 1968, 1972 bis 1975, 1977 bis 1999, 2015 und 2020. In den übrigen Jahren wurden nationale Vorentscheide veranstaltet, wobei sich TVE vieler verschiedener Systeme bediente:

### Vorentscheide der 1960er-Jahre
Für den ersten Beitrag 1961 wurde eine Vorausscheidung mit sechs Teilnehmern veranstaltet, die zuvor in einem Halbfinale aus insgesamt zehn Sängern ausgewählt wurden, abgestimmt wurde per Jury. 1962 verlief der Vorentscheid ähnlich, diesmal wurde das Halbfinale mit 16 Teilnehmern im Radio ausgetragen und die besten zehn qualifizierten sich. Die Jury bestand aus Mitgliedern, die im Namen verschiedener Radiosender auftraten. 1964 wurden die zehn Lieder der Vorentscheidung von jeweils zwei Sängern unabhängig voneinander vorgetragen. In Kopenhagen wurde der Siegertitel Caracola schließlich von Los TNT vorgetragen, die nicht einmal an der Vorausscheidung teilgenommen hatten. Abstimmen durfte erstmals das Publikum, nämlich per Postkarte. 1965 wurden vor dem Finale über mehrere Wochen insgesamt 54 Lieder vorgestellt, von denen die besten dreizehn das Finale erreichten. Erneut durfte eine Jury wählen. 1969 stand Salomé bereits vor dem Finale als Vertreterin für Spanien fest, lediglich das Lied sollte von einer Jury aus zehn ausgewählt werden. Alle Lieder wurden einmal von Salomé und einmal von einem anderen beliebigen Künstler vorgestellt.

### Vorentscheide der 1970er-Jahre
1970 wurde auf das System von 1964 zurückgegriffen, diesmal allerdings mit einem vorgeschalteten Halbfinale mit zehn ausgeschiedenen Liedern. 1971 wurde ein – national wie international – völlig neues Konzept durchgeführt: Lediglich der Sänger, der später einen Titel einreichen sollte, wurde im Fernsehen gewählt. Insgesamt standen 10 Künstler zur Auswahl. Zehn Wochen lang fand je eine Show statt, in der einer der Sänger mehrere Titel vorstellte und alle anderen je einen, sodass der Fokus jede Woche auf einem bestimmten Teilnehmer lag. Am Ende wählte eine Jury Karina als spanische Vertreterin aus. 1976 nahmen 14 Sänger am Vorentscheid teil, jeder stellte zwei Lieder vor. Erneut durften die Zuschauer per Postkarte abstimmen.

### 2000 und 2001
Nach langer Pause wurde erst 2000 wieder ein Spanischer Vorentscheid durchgeführt: Er umfasste 15 Teilnehmer, die je ein Lied vorstellten. Abgestimmt wurde mittels einer Jury und zum ersten Mal auch durch Telefonvoting. 2001 wurde das Konzept wiederholt, diesmal sogar mit 20 Teilnehmern.

### Operación Triunfo (2002 bis 2004)
In den Jahren 2002 bis 2004 sollte die Casting-Show Operación Triunfo, deren Konzept an das der Sendung Fame Academy erinnert, den spanischen Vertreter für den Eurovision Song Contest bestimmen. Die drei Finalisten stellten schließlich immer mehrere Titel vor, unter denen Telefonvoting in Verbindung mit einer Jury-Abstimmung den Favoriten wählte. Die Sendung war ein großer Erfolg, was sich an den deutlich gestiegenen Einschaltquoten im Vergleich zu den Vorjahren sowohl beim Vorentscheid als auch beim internationalen Finale zeigte.

### 2005
2005 wurde wieder ein eher klassischer Vorentscheid durchgeführt: Zunächst wurden in einem Halbfinale 10 Lieder auf sechs reduziert, unter denen im Finale der Sieger gekürt wurde. Erstmals wurde ausschließlich per Telefon abgestimmt.

### Misión Eurovisión (2007)
2007 wurde mit Misión Eurovisión ein äußerst aufwendiges Konzept vorgestellt, dass sich über sieben Wochen hinzog: In den ersten vier Wochen traten je 10 Sänger – unbekannte wie bekannte – auf und stellten, ähnlich wie in Castingshows, bekannte Lieder vor. Die fünf besten erreichten jeweils das Halbfinale, wo erneut fünf Sänger für das Finale ausgewählt wurden. Während dieser Phase wurden bereits über das Internet 15 Lieder verbreitet, unter denen die Zuschauer, ebenfalls die Internetnutzer und eine Jury je fünf Titel auswählten. In der sechsten Woche wurden diese zehn Lieder von bekannten spanischen Künstlern vorgestellt und die fünf besten erreichten das Finale. Im Finale stellte jeder Sänger jeden Titel vor, sodass sich 25 Kombinationen ergaben, von denen wiederum die fünf besten die Endrunde erreichten, in der schließlich Lied und Sänger gewählt wurden.

### Salvemos Eurovisión (2008)
Im Jahr 2008 wurde wiederum ein neues Konzept erfunden, um die spanische Teilnahme am ESC aufzuwerten. Alle Kandidaten stellten sich auf der Internetplattform Myspace vor. Daraus wurden fünf Titel durch E-Mail-Voting und fünf Titel durch eine professionelle Jury für den nationalen Vorentscheid ausgewählt. Dort wurde durch Abstimmung der Fernsehzuschauer per Telefon bzw. per SMS ein Sieger ermittelt.
Unstimmigkeiten gab es, als der Kandidat, der beim E-Mail-Voting die meisten Stimmen bekommen hatte, wegen Manipulation der Wahl disqualifiziert wurde. Das neue Vorstellungs- und Abstimmungsverfahren führte außerdem dazu, dass schließlich der Beitrag des Komikers David Fernández Ortiz gewann. Die Kritik daran, dass Spanien beim ESC mit einem parodistischen Titel vertreten war, verstummte erst, nachdem der Beitrag im Finale eine bessere Platzierung und höhere Einschaltquoten als die spanischen Beiträge der vergangenen Jahre bewirkt hatte.

### Eurovisión: Pastora Soler (2012)
2012 wählte TVE Pastora Soler intern aus Spanien in Baku zu vertreten. Ihr Lied wurde dann allerdings in einem Vorentscheid mit drei Titeln ermittelt. Zu 50 % jeweils entschieden dabei Jury- und Televoting den Siegertitel. Am Ende gewann der Titel Quédate conmigo Jury- sowie Televoting, womit Pastora Soler den Titel in Baku schließlich vorstellte.

### El Sueño de Morfeo: Destino Eurovisión (2013)
Auch 2013 griff TVE auf das System von 2012 zurück und wählte intern die Band El Sueño de Morfeo aus. Der Titel wurde erneut in einem Vorentscheid mit drei Liedern gewählt. Dort entschieden dann zu 50 % Tele- und Juryvoting den Sieger. Am Ende gewann der Titel Contigo hasta el final Tele- und Juryvoting, womit die Band den Titel schließlich in Malmö vorstellte.

### Mira quién va a Eurovisión (2014)
2014 gab es nach den internen Auswahl der Interpreten 2012 und 2013, wieder einen klassischen Vorentscheid mit fünf Teilnehmern. Diese wurden von TVE eingeladen und stellten dann ihre eigenen fünf Titel vor. Zu 50 % Juryvoting und zu 50 % Televoting wurde dann der Sieger bestimmte. Am Ende gab es mit 68 Punkten einen Gleichstand zwischen der Jurysiegerin Brequette und der Televotingsiegerin Ruth Lorenzo. Die Regeln des Vorentscheids besagten allerdings, dass der bei Gleichstand das Televoting den Sieger kührt, so dass am Ende Ruth Lorenzo mit ihrem Lied Dancing in the Rain gewann.

### Objetivo Eurovisión (2016 und 2017)
Nachdem 2015 Beitrag und Interpret intern ausgewählt worden sind, wurde 2016 ein nationaler Vorentscheid von TVE veranstaltet, der am 1. Februar 2016 stattfand. Bei 6 Teilnehmern konnte sich die Sängerin Barei mit dem Lied Say Yay! durchsetzen und gewann den Vorentscheid.
Auch 2017 gab es wieder einen Vorentscheid mit sechs Titeln. Allerdings gab es nach der Abstimmung Gleichstand zwischen dem Sänger Manel Navarro und der Sängerin Mirela. Beide hatten insgesamt 58 Punkte erhalten, wobei Mirela das Televoting gewinnen konnte und Manel Navarro das Juryvoting. Am Ende wurde allerdings Navarro zum Sieger erklärt, da er das Juryvoting für sich entscheiden konnte. Bei seinem Gewinnerauftritt gab es dann laute Buhrufe und laute Anschuldigungen des Betruges vom Studiopublikum, worauf Navarro eine Faust zeigte. Auf einer Pressekonferenz zwei Tage später entschuldigte er sich dafür.

### Operación Triunfo (2018 und 2019)
2018 kehrte TVE dann wieder zur Casting-Show Operación Triunfo zurück. Allerdings wurde, anders als von 2002 bis 2004, eine spezielle Eurovision Gala der Sendung veranstaltet. 2018 nahmen daran lediglich fünf Teilnehmer teil, die neun Titel vorstellten. Durch 100 % Televoting erreichten dann die drei besten Titel ein Superfinale, wo der Gewinner bestimmt wurde. 2019 wurde das Konzept dann leicht abgeändert. Vor der Sendung gab es ein Online-Voting, indem drei feste Titel für die Eurovision Gala bestimmt wurden. Die restlichen sieben Titel wählte eine spezielle Jury aus. In der Eurovision Gala Sendung selbst gab es dann zehn Titel von neun Teilnehmern. Erneut bestimmte lediglich das Televoting den Sieger, dieses Mal fand allerdings nur eine Abstimmungsrunde statt.

### 2021
2021 wurde der Sänger Blas Cantó nach der Absage 2020 erneut intern ausgewählt. Sein Lied für dann über die Vorentscheidung Destino Eurovision 2021 ausgewählt.

### Benidorm Fest
Seit 2022 wird von TVE das Benidorm Fest ausgestrahlt. Der Vorentscheid umfasst dabei zwei Halbfinale, in denen sich die ersten vier Plätze für das Finale qualifizieren. Dabei erhalten die Beiträge Punkte von einer Fachjury, einer Demoskopie-Jury und vom Publikum, wobei die Fachjurywertung eine Gewichtung von 50 % hat und dem die Wertungen aus der Demoskopie und Publikum mit zusammengefasst weiteren 50 % gegenübersteht. Auch 2023 und 2024 sowie 2025 fand wieder das Benidorm Fest statt.

## Sprachen
Spanien ist seiner Landessprache sehr treu gewesen, alle Beiträge mit Ausnahme von 2016 wurden zumindest teilweise auf Spanisch gesungen. In einigen Jahren wurden englische Textpassagen verwendet (1988, 2002, 2007, 2008, 2009 und 2017). Gerade bei den früheren Teilnahmen wurden die Lieder gelegentlich auch in anderen Sprachen aufgenommen, wie Englisch, Italienisch und Deutsch. 2014 enthielt der Beitrag von Ruth Lorenzo zum ersten Mal mehr englischen als spanischen Text. Der Song von 2015 wurde wieder komplett auf Spanisch vorgetragen, wohingegen Barei sich im darauffolgenden Jahr als erste spanische Interpretin dafür entschied, ihr Lied, nachdem es im Vorentscheid noch einige Passagen in der Landessprache enthielt, komplett auf Englisch zu singen. Genau wie Ruth Lorenzo musste sie sich dafür harter Kritik aus der künstlerischen Szene des Landes aussetzen.

## Ausgerichteter Wettbewerb 1969
1969 fand der Eurovision Song Contest nach dem Sieg im Vorjahr zum ersten und einzigen Mal in Spanien statt. Der Wettbewerb wurde in Madrid ausgetragen. Das Bühnenbild war von Werken des Künstlers Salvador Dalí inspiriert und auch die Pausennummer ist unter moderne Kunst einzuordnen: Zum ersten Mal wurde als Überbrückung zur Abstimmung ein kurzer Film eingespielt – es handelte sich um eine audiovisuelle Verarbeitung der vier Elemente. Dass der Wettbewerb erstmals in einem Land mit rechtsgerichteter Diktatur ausgetragen wurde, sorgte für heftige Kontroversen, Österreich verzichtete sogar ganz auf die Teilnahme.

## Liste der Kommentatoren und Punktesprecher
| Jahr | Kommentator                                                                       | Radiokommentator | Punktesprecher                |
| ---- | --------------------------------------------------------------------------------- | --- | ----------------------------- |
| 1961 | Federico Gallo                                                                    | – | Diego Ramírez Pastor          |
| 1962 | Federico Gallo                                                                    | – | Luís Marsillach               |
| 1963 | Federico Gallo                                                                    | – | Julio Rico                    |
| 1964 | Federico Gallo                                                                    | – | Julio Rico                    |
| 1965 | Federico Gallo                                                                    | – | Pepe Palau                    |
| 1966 | Federico Gallo                                                                    | – | Blanca Álvarez Mantilla       |
| 1967 | Federico Gallo                                                                    | – | Blanca Álvarez Mantilla       |
| 1968 | Federico Gallo                                                                    | José María Íñigo | Joaquín Prat                  |
| 1969 | José Luis Uribarri                                                                | – | Joaquín Prat                  |
| 1970 | José Luis Uribarri                                                                | – | Joaquín Prat                  |
| 1971 | Joaquín Prat                                                                      | – | Kein Punktesprecher           |
| 1972 | Julio Rico                                                                        | – | Kein Punktesprecher           |
| 1973 | Julio Rico                                                                        | – | Kein Punktesprecher           |
| 1974 | José Luis Uribarri                                                                | – | Antolín García                |
| 1975 | José Luis Uribarri                                                                | Keine Radioübertragung | José María Íñigo              |
| 1976 | José Luis Uribarri                                                                | Keine Radioübertragung | José María Íñigo              |
| 1977 | Miguel de los Santos                                                              | Keine Radioübertragung | Isabel Tenaille               |
| 1978 | Miguel de los Santos                                                              | Keine Radioübertragung | Matías Prats Luque            |
| 1979 | Miguel de los Santos                                                              | Keine Radioübertragung | Manuel Almendros              |
| 1980 | Miguel de los Santos                                                              | Keine Radioübertragung | Alfonso Lapeña                |
| 1981 | Miguel de los Santos                                                              | Keine Radioübertragung | Isabel Tenaille               |
| 1982 | Miguel de los Santos                                                              | Keine Radioübertragung | Marisa Naranjo                |
| 1983 | José-Miguel Ullán                                                                 | Keine Radioübertragung | Rosa Campano                  |
| 1984 | José-Miguel Ullán                                                                 | Keine Radioübertragung | Matilde Jarrín                |
| 1985 | Antonio Gómez                                                                     | Keine Radioübertragung | Matilde Jarrín                |
| 1986 | Antonio Gómez                                                                     | Keine Radioübertragung | Matilde Jarrín                |
| 1987 | Beatriz Pécker                                                                    | Keine Radioübertragung | Matilde Jarrín                |
| 1988 | Beatriz Pécker                                                                    | Keine Radioübertragung | Matilde Jarrín                |
| 1989 | Tomás Fernando Flores                                                             | Keine Radioübertragung | Matilde Jarrín                |
| 1990 | Luis Cobos                                                                        | Keine Radioübertragung | Matilde Jarrín                |
| 1991 | Tomás Fernando Flores                                                             | Keine Radioübertragung | María Ángeles Balañac         |
| 1992 | José Luis Uribarri                                                                | Keine Radioübertragung | María Ángeles Balañac         |
| 1993 | José Luis Uribarri                                                                | Keine Radioübertragung | María Ángeles Balañac         |
| 1994 | José Luis Uribarri                                                                | Keine Radioübertragung | María Ángeles Balañac         |
| 1995 | José Luis Uribarri                                                                | Keine Radioübertragung | Belén Fernández de Henestrosa |
| 1996 | José Luis Uribarri                                                                | Keine Radioübertragung | Belén Fernández de Henestrosa |
| 1997 | José Luis Uribarri                                                                | Keine Radioübertragung | Belén Fernández de Henestrosa |
| 1998 | José Luis Uribarri                                                                | Keine Radioübertragung | Belén Fernández de Henestrosa |
| 1999 | José Luis Uribarri                                                                | Keine Radioübertragung | Hugo de Campos                |
| 2000 | José Luis Uribarri                                                                | Keine Radioübertragung | Hugo de Campos                |
| 2001 | José Luis Uribarri                                                                | Keine Radioübertragung | Jennifer Rope                 |
| 2002 | José Luis Uribarri                                                                | Nieves Herrero & José María de Juana | Anne Igartiburu               |
| 2003 | José Luis Uribarri                                                                | Keine Radioübertragung | Anne Igartiburu               |
| 2004 | Beatriz Pécker                                                                    | Keine Radioübertragung | Anne Igartiburu               |
| 2005 | Beatriz Pécker                                                                    | Keine Radioübertragung | Ainhoa Arbizu                 |
| 2006 | Beatriz Pécker                                                                    | Keine Radioübertragung | Sonia Ferrer                  |
| 2007 | Beatriz Pécker                                                                    | Keine Radioübertragung | Ainhoa Arbizu                 |
| 2008 | José Luis Uribarri                                                                | Keine Radioübertragung | Ainhoa Arbizu                 |
| 2009 | Joaquín Guzmán                                                                    | Keine Radioübertragung | Iñaki del Moral               |
| 2010 | José Luis Uribarri                                                                | Keine Radioübertragung | Ainhoa Arbizu                 |
| 2011 | José María Íñigo                                                                  | Keine Radioübertragung | Elena S. Sánchez              |
| 2012 | José María Íñigo                                                                  | Keine Radioübertragung | Elena S. Sánchez              |
| 2013 | José María Íñigo                                                                  | Keine Radioübertragung | Inés Paz                      |
| 2014 | José María Íñigo                                                                  | Paco González & Tiempo de juego Team (Spanisch) Sergi Mas (Katalanisch)                                                                  | Carolina Casado               |
| 2015 | José María Íñigo & Julia Varela                                                   | Keine Radioübertragung | Lara Siscar                   |
| 2016 | José María Íñigo & Julia Varela                                                   | Keine Radioübertragung | Jota Abril                    |
| 2017 | José María Íñigo & Julia Varela                                                   | Keine Radioübertragung | Nieves Álvarez                |
| 2018 | Tony Aguilar & Julia Varela                                                       | Keine Radioübertragung | Nieves Álvarez                |
| 2019 | Tony Aguilar & Julia Varela                                                       | Daniel Galindo | Nieves Álvarez                |
| 2021 | Tony Aguilar & Julia Varela                                                       | Imanol Durán | Nieves Álvarez                |
| 2022 | Tony Aguilar & Julia Varela                                                       | Imanol Durán, Sara Calvo & David Asensio                                                                                                 | Nieves Álvarez                |
| 2023 | Tony Aguilar & Julia Varela                                                       | David Asensio, Imanol Durán, Irene Vaquero & Ángela Fernández                                                                            | Ruth Lorenzo                  |
| 2024 | Tony Aguilar & Julia Varela (Spanisch) Sònia Urbano & Xavi Martínez (Katalanisch) | David Asensio, Sara Calvo, Ángela Fernández, Manu Martín-Albo & Luis Miguel Montes (Spanisch) Sònia Urbano & Xavi Martínez (Katalanisch) | Soraya Arnelas                |
| 2025 | Tony Aguilar & Julia Varela (Spanisch) Sònia Urbano & Xavi Martínez (Katalanisch) | David Asensio, Sara Calvo & Luis Miguel Montes (Spanisch) Sònia Urbano & Xavi Martínez (Katalanisch)                                     | Chanel Terrero                |

## Punktevergabe
Folgende Länder erhielten die meisten Punkte von oder vergaben die meisten Punkte an Spanien (Stand: 2025):
| Die meisten im Finale vergebenen Punkte | Die meisten im Finale vergebenen Punkte | Die meisten im Finale vergebenen Punkte |
| Platz                                   | Land                                    | Punkte                                  |
| --------------------------------------- | --------------------------------------- | --------------------------------------- |
| 1                                       | Italien                                 | 282                                     |
| 2                                       | Deutschland                             | 245                                     |
| 3                                       | Portugal                                | 201                                     |
| 4                                       | Frankreich                              | 198                                     |
| 5                                       | Schweden                                | 197                                     |

| Die meisten insgesamt vergebenen Punkte | Die meisten insgesamt vergebenen Punkte | Die meisten insgesamt vergebenen Punkte |
| Platz                                   | Land                                    | Punkte                                  |
| --------------------------------------- | --------------------------------------- | --------------------------------------- |
| 1                                       | Portugal                                | 314                                     |
| 2                                       | Italien                                 | 282                                     |
| 3                                       | Deutschland                             | 245                                     |
| 4                                       | Schweden                                | 236                                     |
| 5                                       | Israel                                  | 217                                     |

| Die meisten insgesamt erhaltenen Punkte | Die meisten insgesamt erhaltenen Punkte | Die meisten insgesamt erhaltenen Punkte |
| Platz                                   | Land                                    | Punkte                                  |
| --------------------------------------- | --------------------------------------- | --------------------------------------- |
| 1                                       | Portugal                                | 265                                     |
| 2                                       | Frankreich                              | 201                                     |
| 3                                       | Schweiz                                 | 192                                     |
| 4                                       | Belgien                                 | 169                                     |
| 5                                       | Griechenland                            | 158                                     |

### Vergaben der Höchstwertung
Seit 1975 vergab Spanien die Höchstpunktzahl an 26 verschiedene Länder, davon neunmal an Italien. Im Halbfinale dagegen vergab Spanien die Höchstpunktzahl an 17 verschiedene Länder, davon fünfmal an Portugal.
| Höchstwertung (Finale) | Höchstwertung (Finale) | Höchstwertung (Finale) |
| Jahr                   | Land                   | Platz (Finale)         |
| ---------------------- | ---------------------- | ---------------------- |
| 1975                   | Niederlande            | 1                      |
| 1976                   | Vereinigtes Königreich | 1                      |
| 1977                   | Griechenland           | 10                     |
| 1978                   | Luxemburg              | 17                     |
| 1979                   | Deutschland            | 4                      |
| 1980                   | Deutschland            | 2                      |
| 1981                   | Deutschland            | 2                      |
| 1982                   | Deutschland            | 1                      |
| 1983                   | Griechenland           | 14                     |
| 1984                   | Italien                | 4                      |
| 1985                   | Italien                | 7                      |
| 1986                   | Irland                 | 4                      |
| 1987                   | Italien                | 3                      |
| 1988                   | Irland                 | 8                      |
| 1989                   | Italien                | 9                      |
| 1990                   | Italien                | 1                      |
| 1991                   | Israel                 | 3                      |
| 1992                   | Malta                  | 2                      |
| 1993                   | Portugal               | 10                     |
| 1994                   | Portugal               | 8                      |
| 1995                   | Kroatien               | 6                      |
| 1996                   | Belgien                | 16                     |
| 1997                   | Türkei                 | 3                      |
| 1998                   | Deutschland            | 7                      |
| 1999                   | Kroatien               | 4                      |
| 2000                   | Deutschland            | 5                      |
| 2001                   | Portugal               | 17                     |
| 2002                   | Malta                  | 2                      |
| 2003                   | Belgien                | 2                      |
| 2004                   | Deutschland            | 8                      |
| 2005                   | Rumänien               | 3                      |
| 2006                   | Rumänien               | 4                      |
| 2007                   | Rumänien               | 13                     |
| 2008                   | Rumänien               | 20                     |
| 2009                   | Norwegen               | 1                      |
| 2010                   | Deutschland            | 1                      |
| 2011                   | Italien                | 2                      |
| 2012                   | Schweden               | 1                      |
| 2013                   | Italien                | 7                      |
| 2014                   | Österreich             | 1                      |
| 2015                   | Italien                | 3                      |
| 2016                   | Armenien (J)           | 7                      |
| 2016                   | Bulgarien (T)          | 4                      |
| 2017                   | Portugal (J & T)       | 1                      |
| 2018                   | Zypern (J)             | 2                      |
| 2018                   | Israel (T)             | 1                      |
| 2019                   | Schweden (J)           | 5                      |
| 2019                   | Italien (T)            | 2                      |
| 2020                   | Wettbewerb abgesagt    | Wettbewerb abgesagt    |
| 2021                   | Frankreich (J & T)     | 2                      |
| 2022                   | Aserbaidschan (J)      | 16                     |
| 2022                   | Ukraine (T)            | 1                      |
| 2023                   | Schweden (J)           | 1                      |
| 2023                   | Finnland (T)           | 2                      |
| 2024                   | Schweiz (J)            | 1                      |
| 2024                   | Israel (T)             | 5                      |
| 2025                   | Schweiz (J)            | 10                     |
| 2025                   | Israel (T)             | 2                      |

| Höchstwertung (Halbfinale) | Höchstwertung (Halbfinale) | Höchstwertung (Halbfinale) |
| Jahr                       | Land                       | Platz (Halbfinale)         |
| -------------------------- | -------------------------- | -------------------------- |
| 2004                       | Andorra                    | 18                         |
| 2005                       | Rumänien                   | 1                          |
| 2006                       | Armenien                   | 6                          |
| 2007                       | Andorra                    | 12                         |
| 2008                       | Andorra                    | 15                         |
| 2009                       | Norwegen                   | 1                          |
| 2010                       | Portugal                   | 4                          |
| 2011                       | Island                     | 4                          |
| 2012                       | Rumänien                   | 3                          |
| 2013                       | Norwegen                   | 3                          |
| 2014                       | Schweden                   | 2                          |
| 2015                       | Estland                    | 3                          |
| 2016                       | Armenien (J)               | 2                          |
| 2016                       | Österreich (T)             | 7                          |
| 2017                       | Portugal (J & T)           | 1                          |
| 2018                       | Israel (J)                 | 1                          |
| 2018                       | Irland (T)                 | 6                          |
| 2019                       | Australien (J)             | 1                          |
| 2019                       | Portugal (T)               | 15                         |
| 2020                       | Wettbewerb abgesagt        | Wettbewerb abgesagt        |
| 2021                       | Schweiz (J)                | 1                          |
| 2021                       | Portugal (T)               | 4                          |
| 2022                       | Aserbaidschan (J)          | 10                         |
| 2022                       | Rumänien (T)               | 9                          |
| 2023                       | Slowenien                  | 5                          |
| 2024                       | Israel                     | 1                          |
| 2025                       | Ukraine                    | 1                          |

## Verschiedenes
- Spanien wartet seit 1969 auf einen neuerlichen Sieg und damit länger als jedes andere Land, das den Wettbewerb schon mindestens einmal gewonnen hat. Damit stellt das Land, den bisherigen Rekord von Österreich ein, welches von seinem ersten bis zu seinem zweiten Sieg 48 Jahre brauchte (1966 bis 2014).
- Massiel, die erste Siegerin, erhielt 1968 die mit Abstand höchste Wertung aus Deutschland: sechs Punkte. Es war auch das einzige Land außer Spanien selbst, in dem La, la, la ein kleiner Hit war.
- Beim Eurovision Song Contest 1964 rannte zwischen dem schweizerischen und belgischen Beitrag ein Mann auf die Bühne, um gegen Francisco Franco und António de Oliveira Salazar zu protestieren. Obwohl er nicht im Bild zu sehen war, sind die Rufe auf der Tonaufzeichnung zu hören.
- Beim Eurovision Song Contest 2010 rannte Jimmy Jump in die Choreografie von Daniel Diges. Spanien durfte nach dem letzten Beitrag noch einmal auftreten.
- Spanien ist das einzige Land, das nie mit mindestens 100 Punkten gewann.

## Impressionen

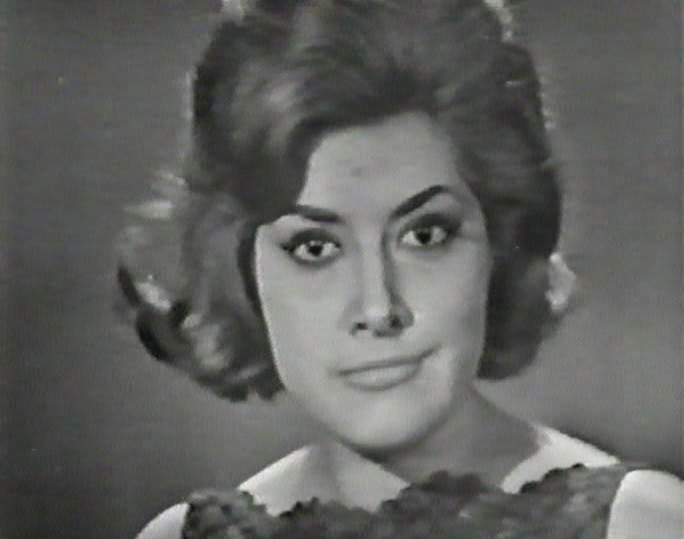
Conchita Bautista 1965
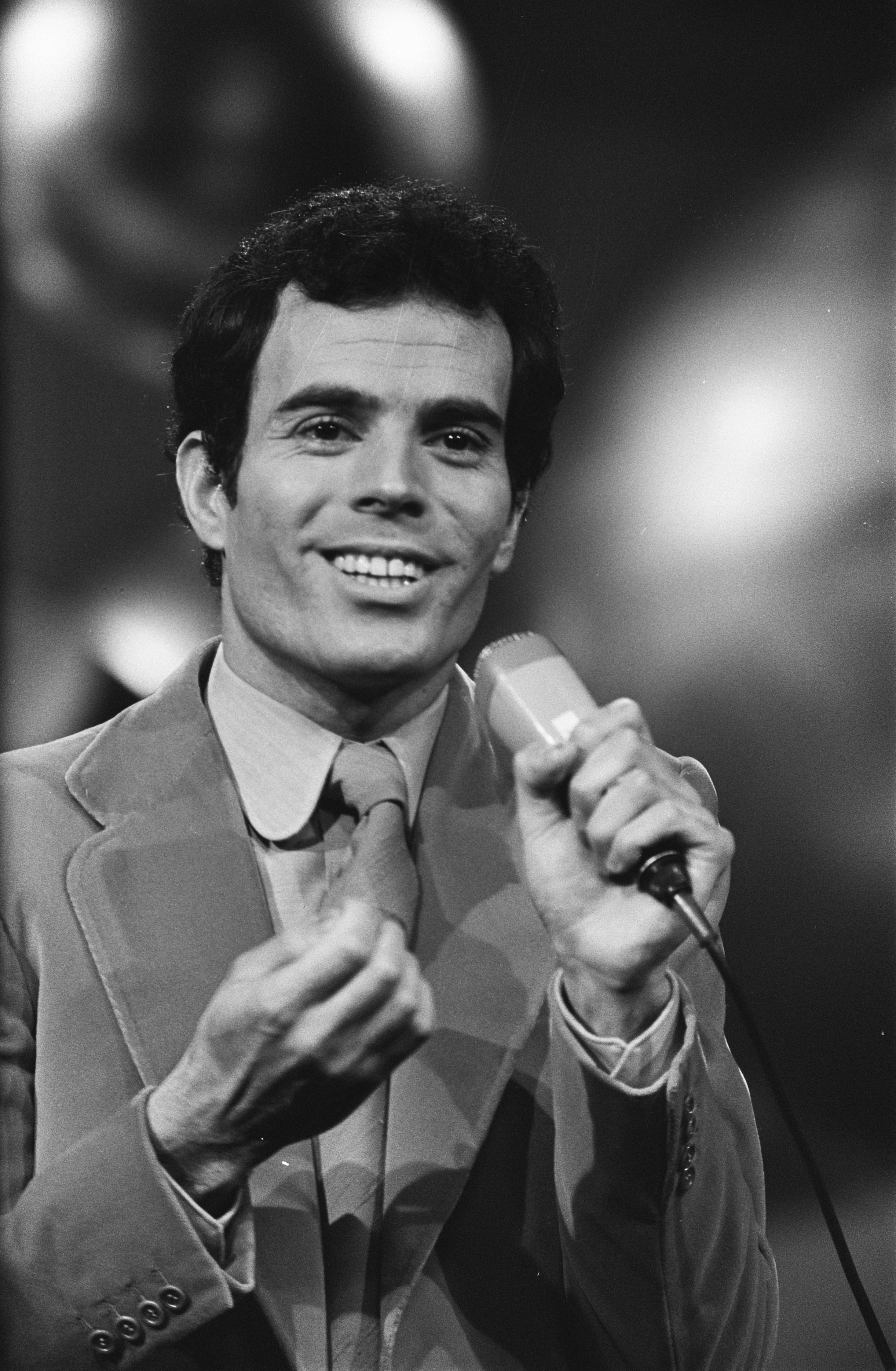
Julio Iglesias 1970
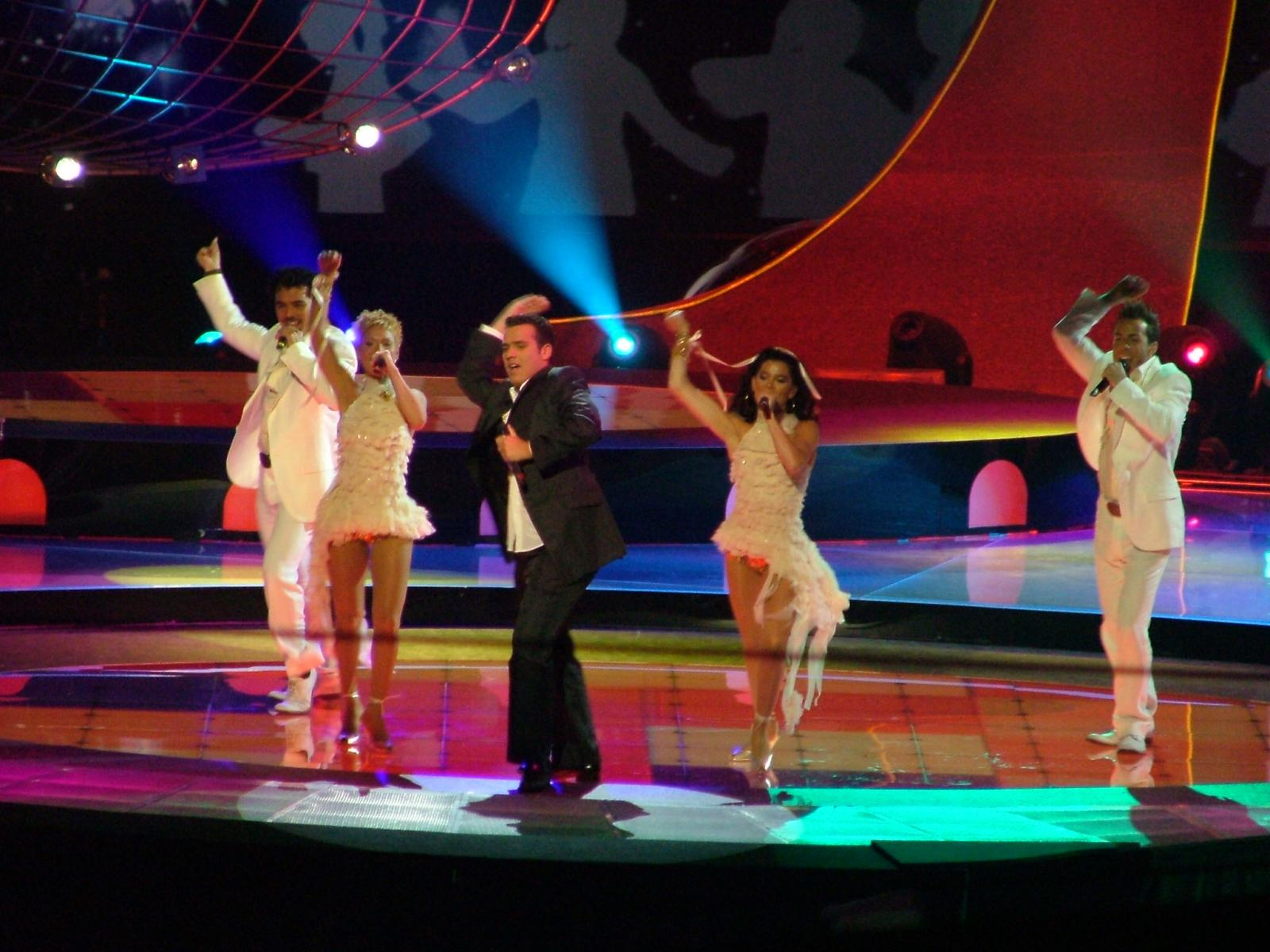
Ramón 2004
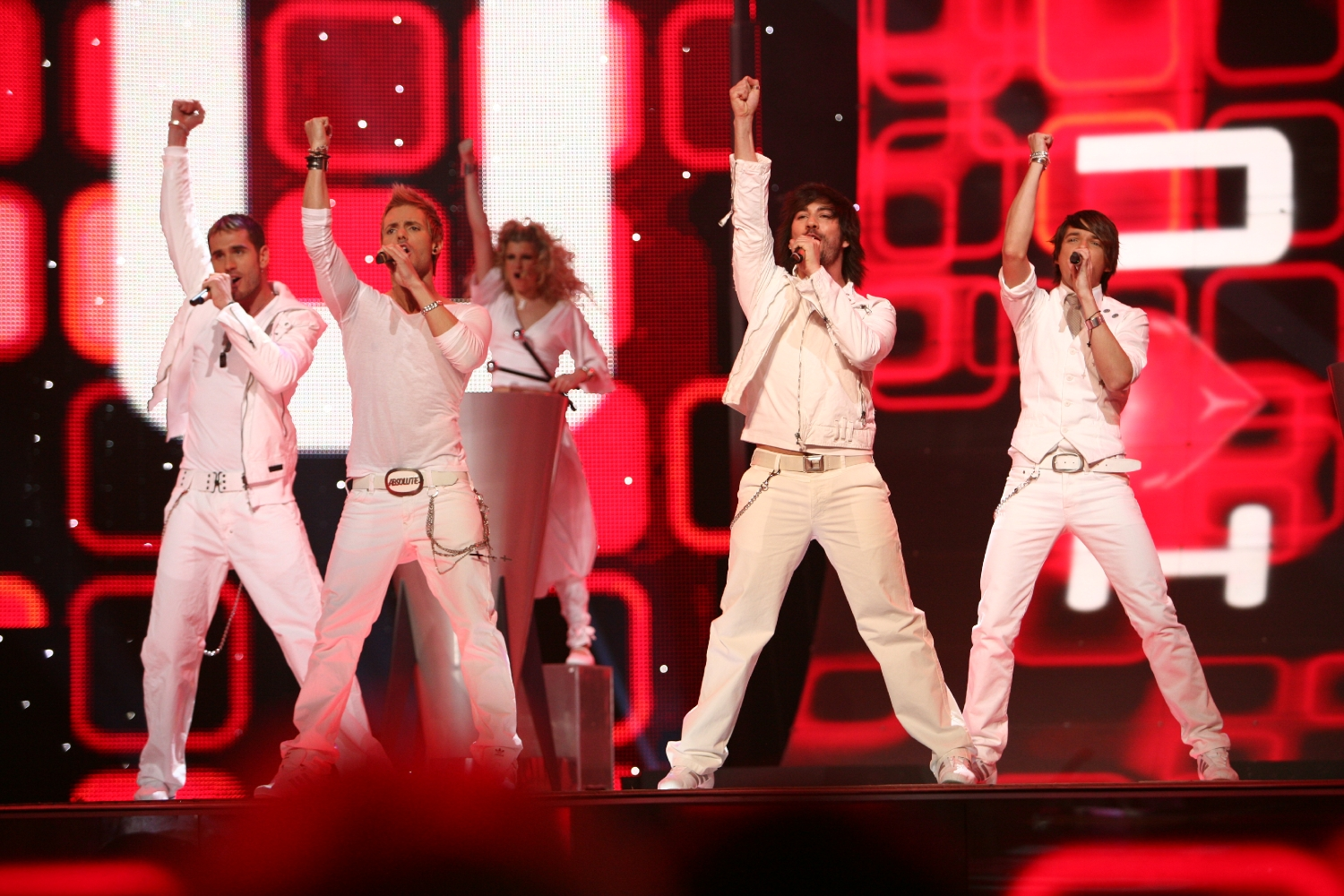
D’Nash 2007
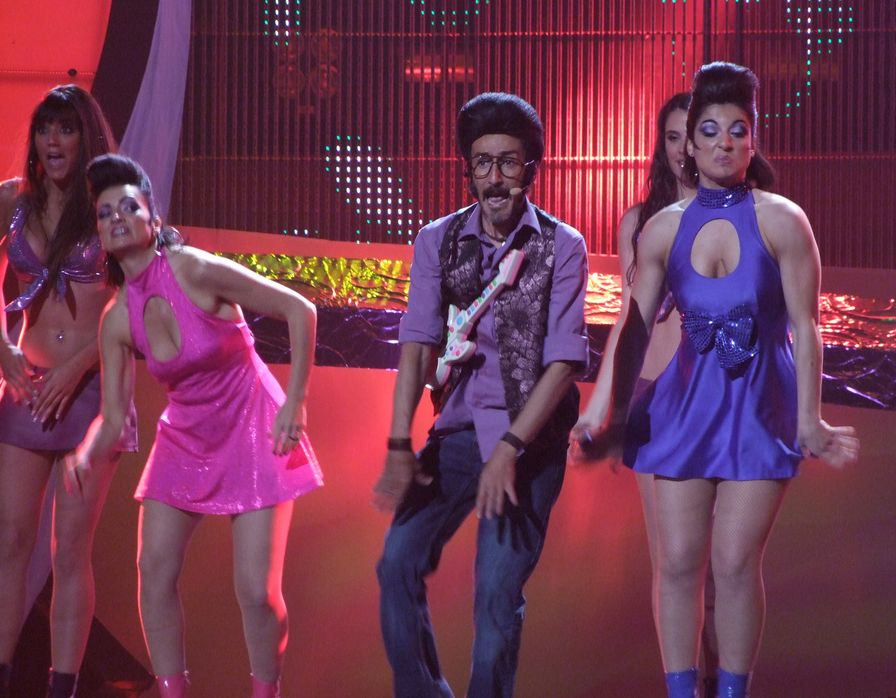
Rodolfo Chikilicuatre 2008
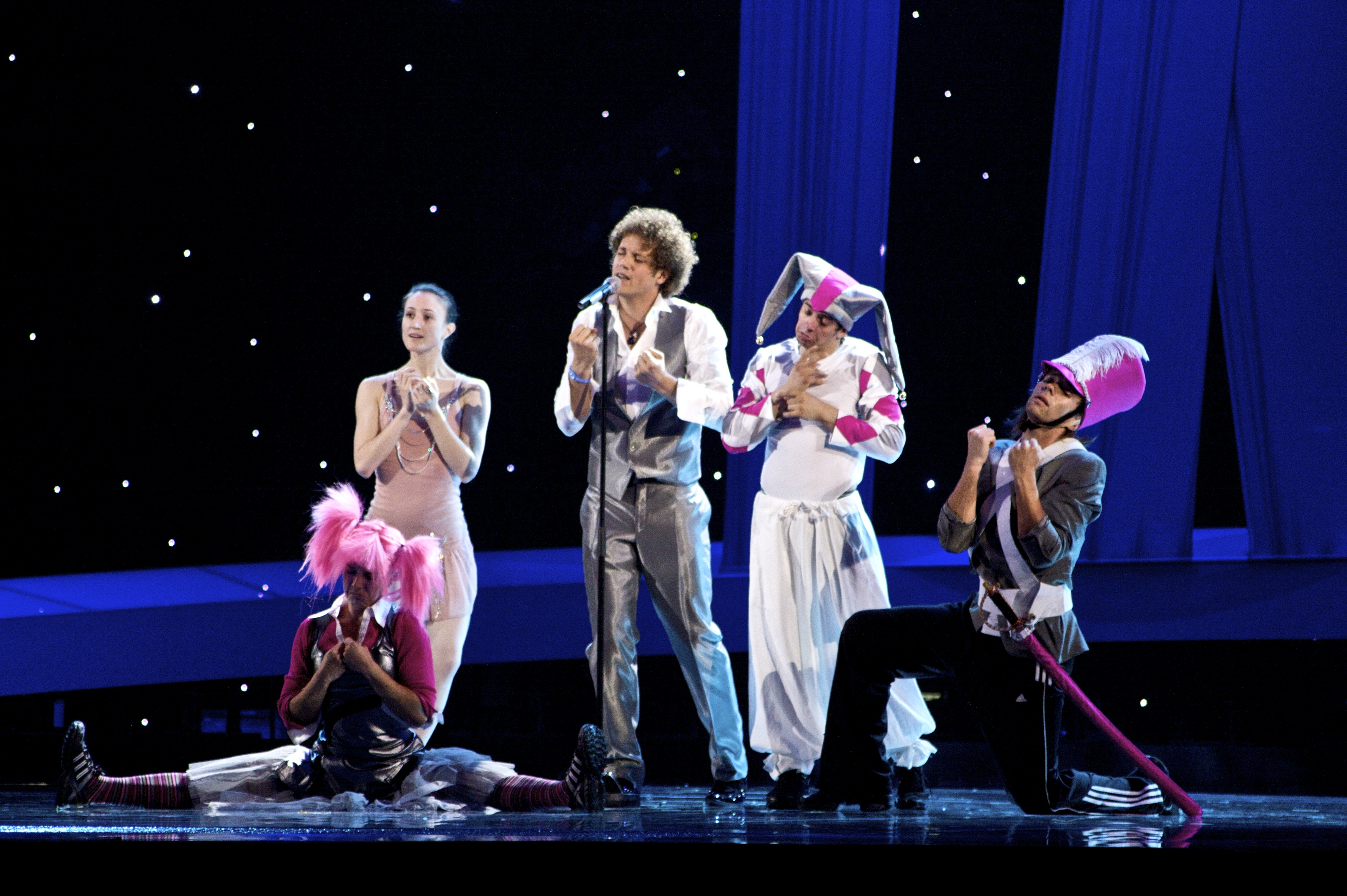
Daniel Diges 2010
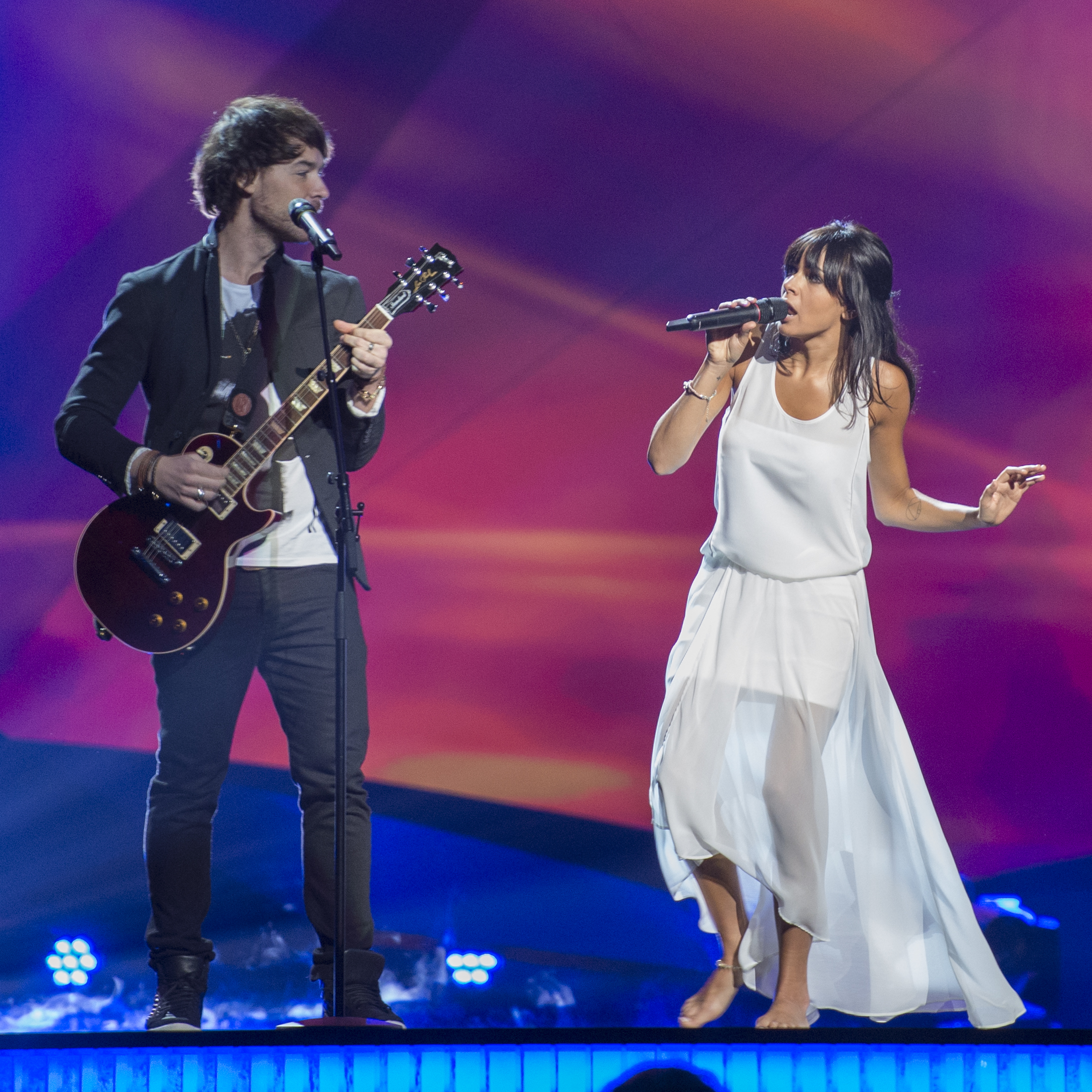
El Sueño de Morfeo 2013
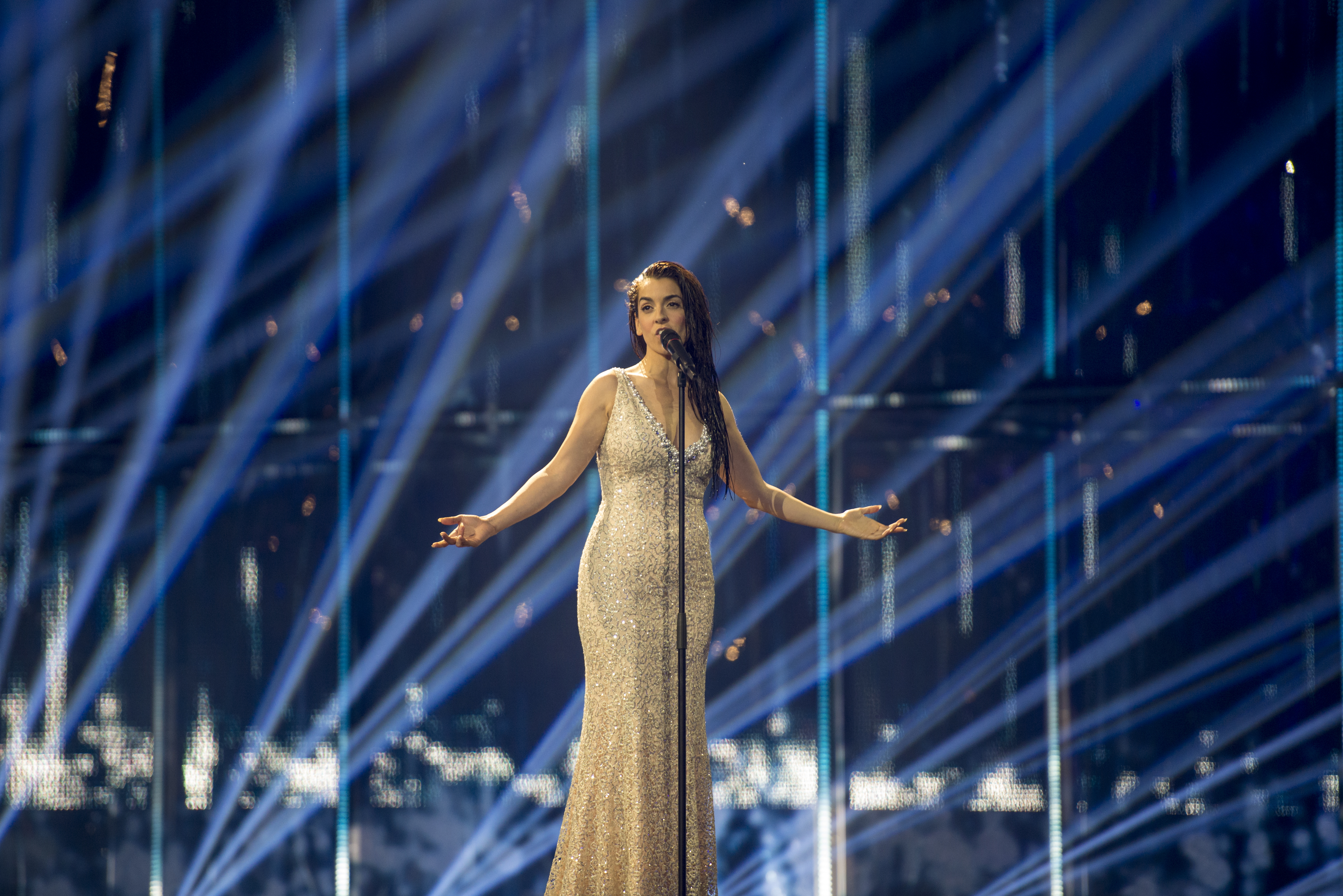
Ruth Lorenzo 2014
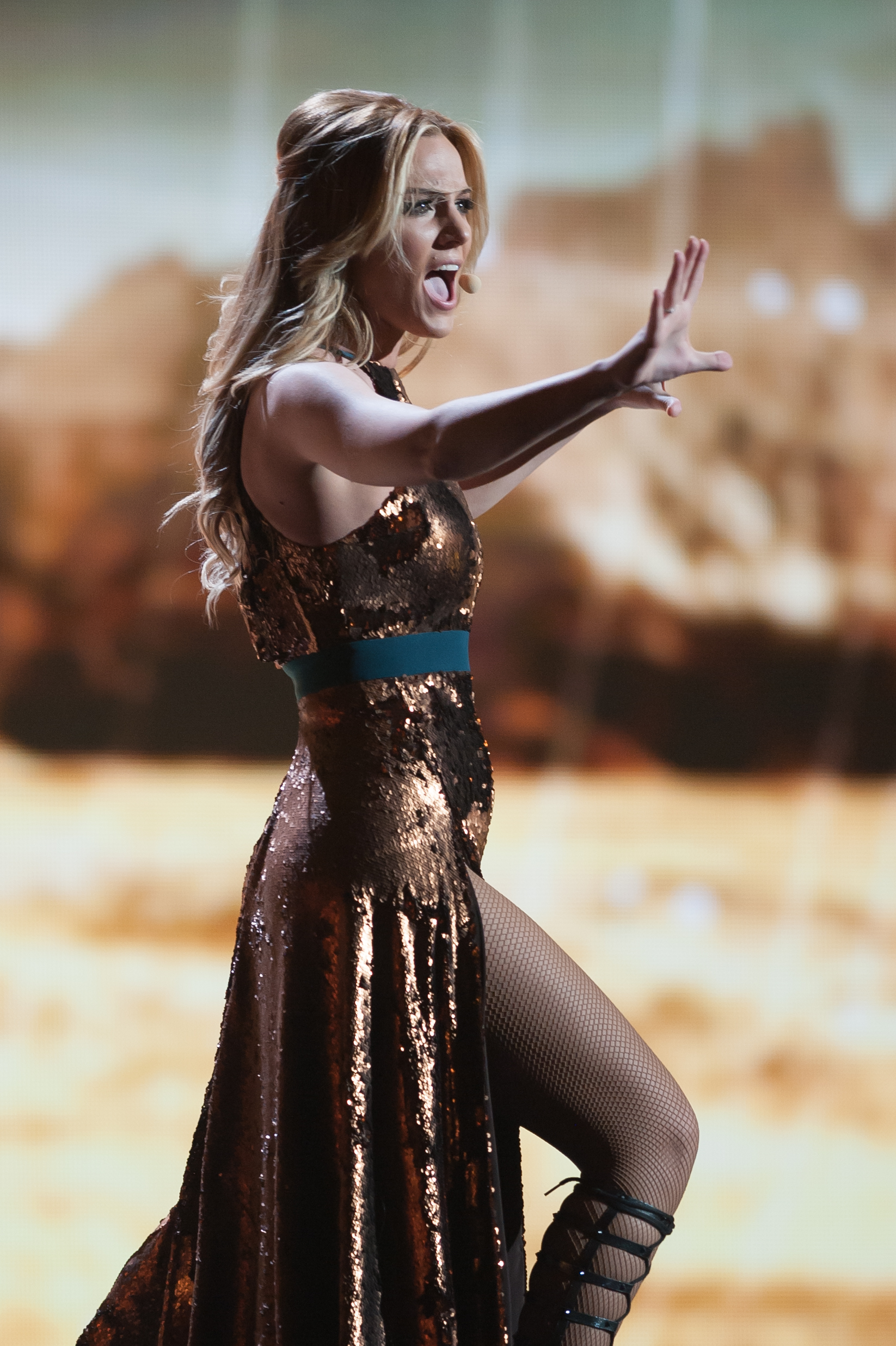
Edurne 2015
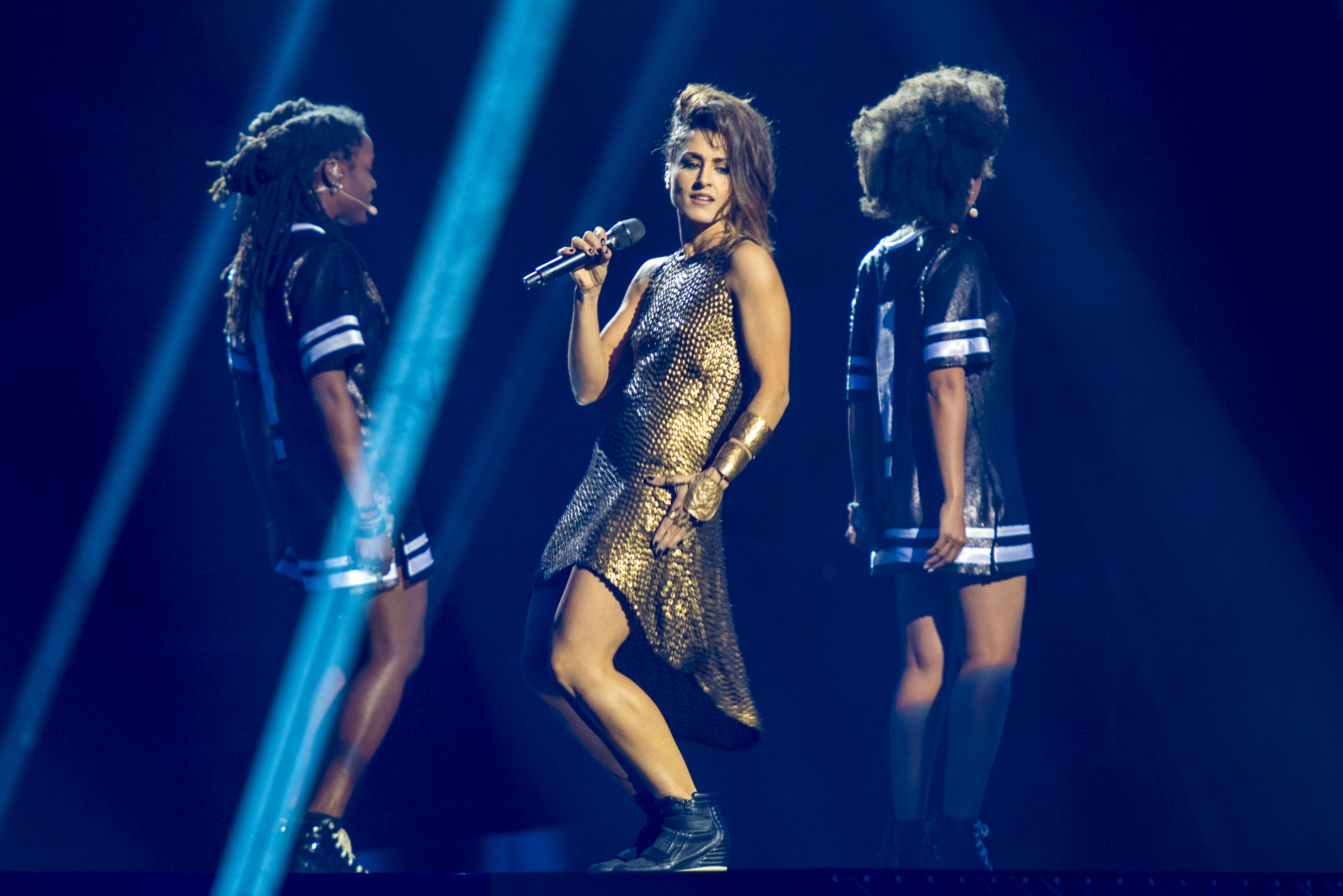
Barei 2016
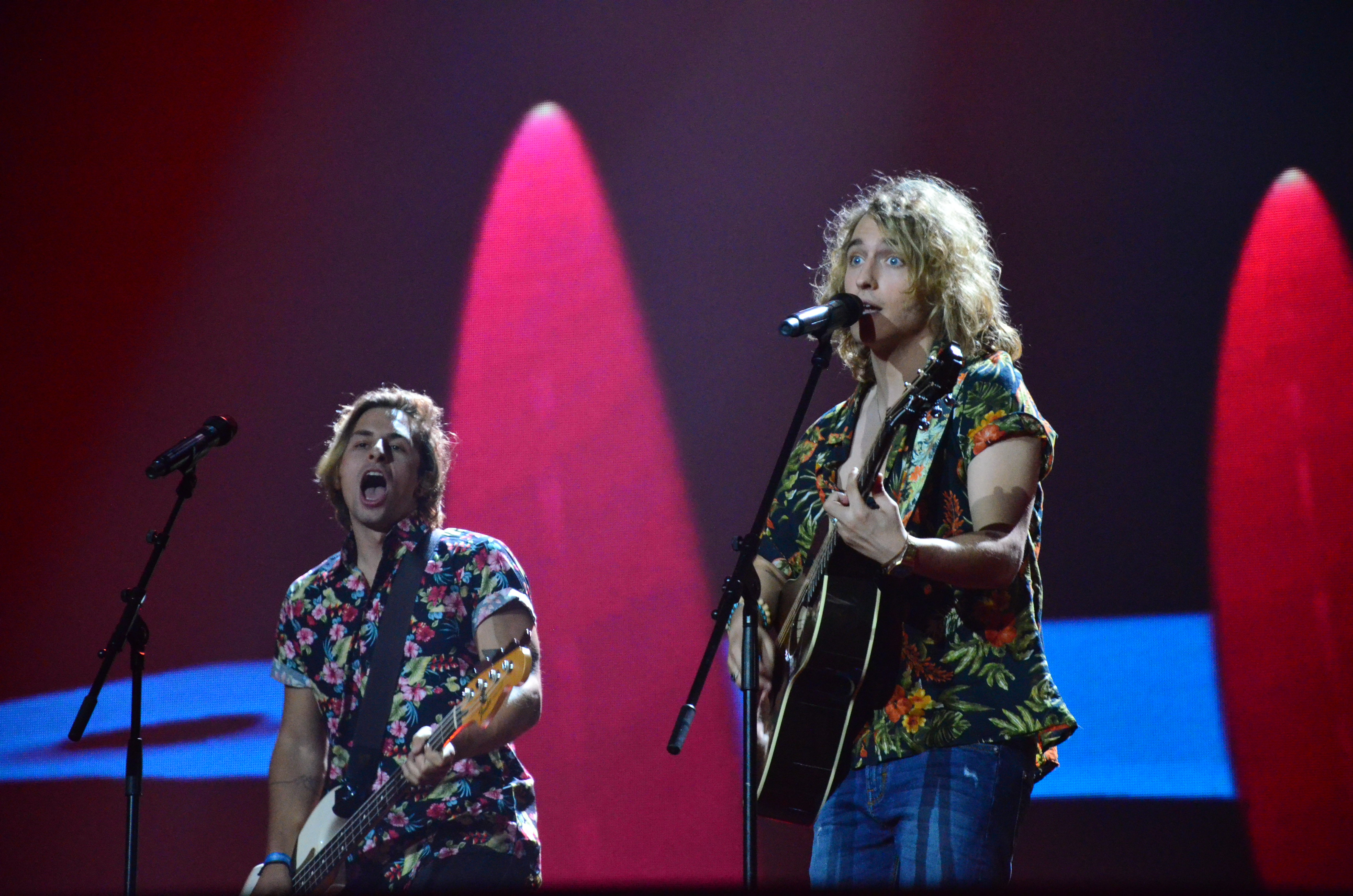
Manel Navarro 2017
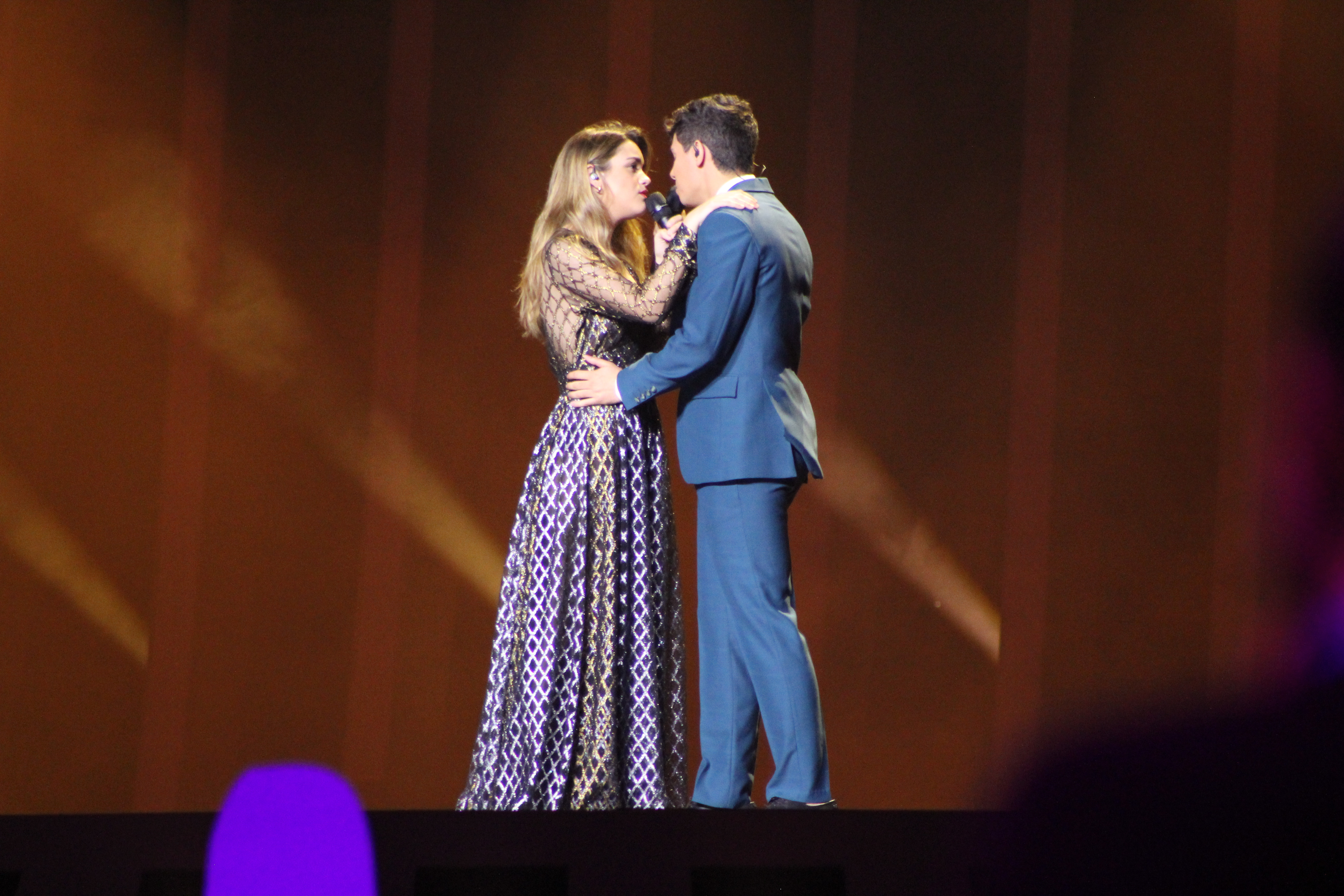
Amaia & Alfred 2018
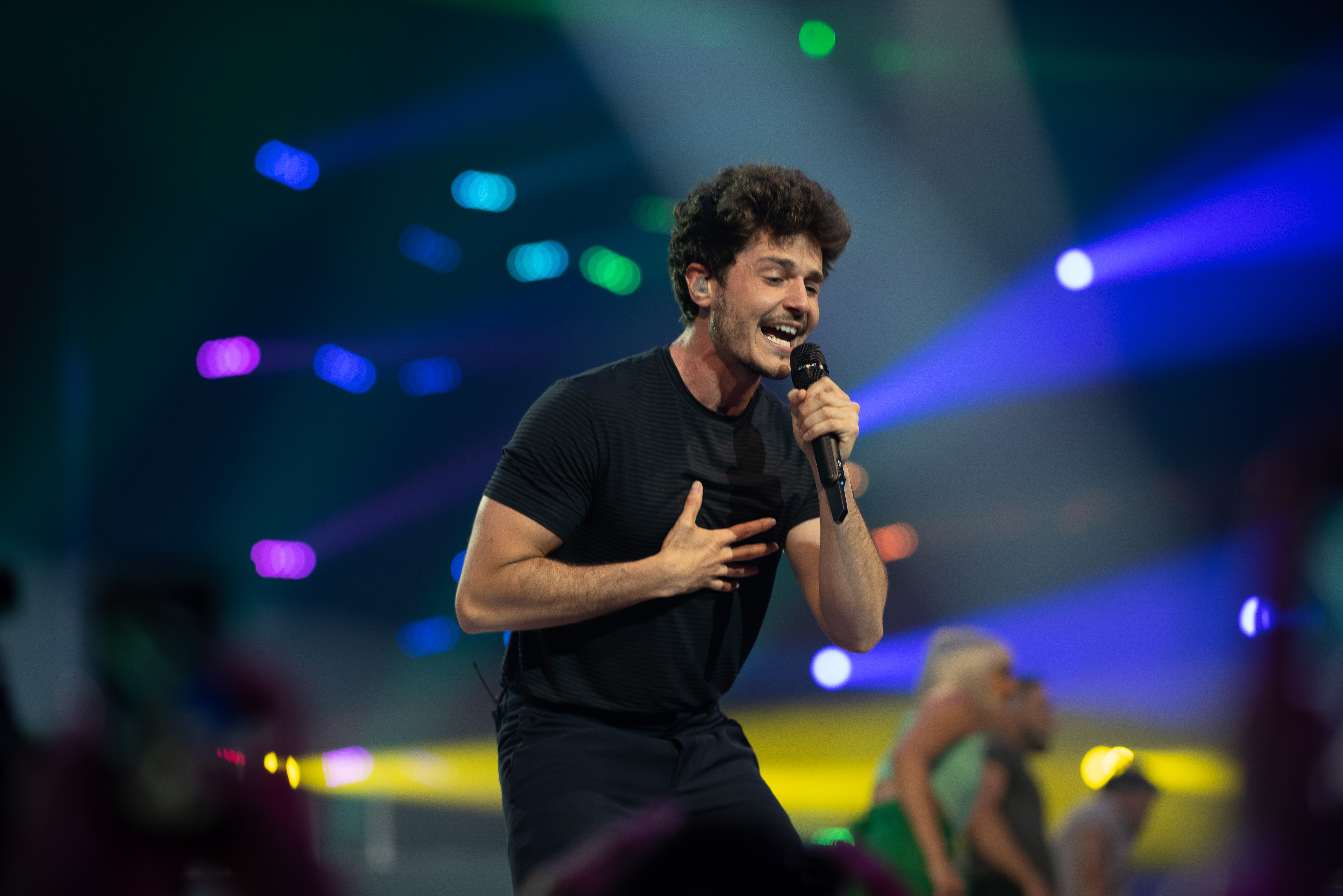
Miki 2019
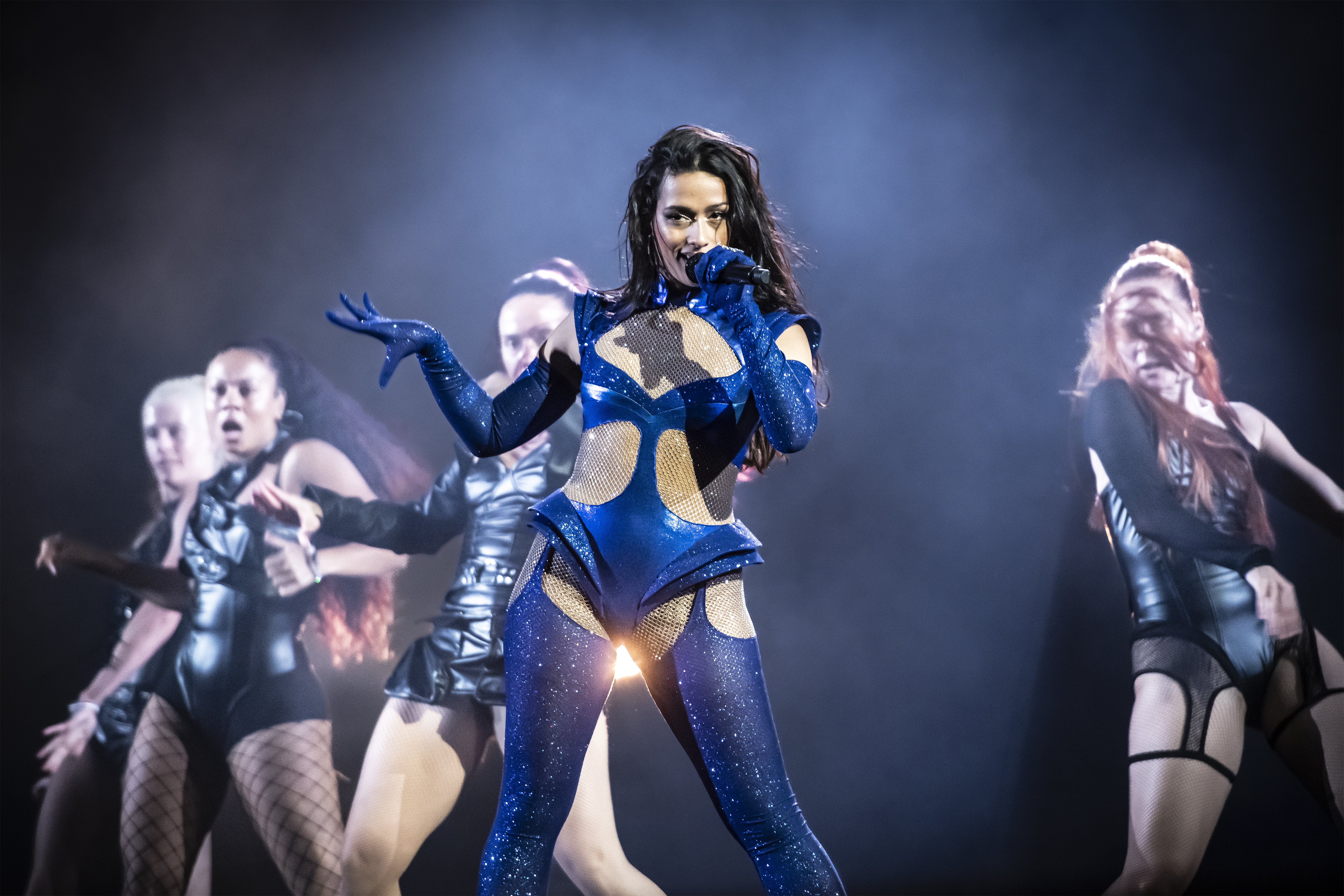
Chanel 2022
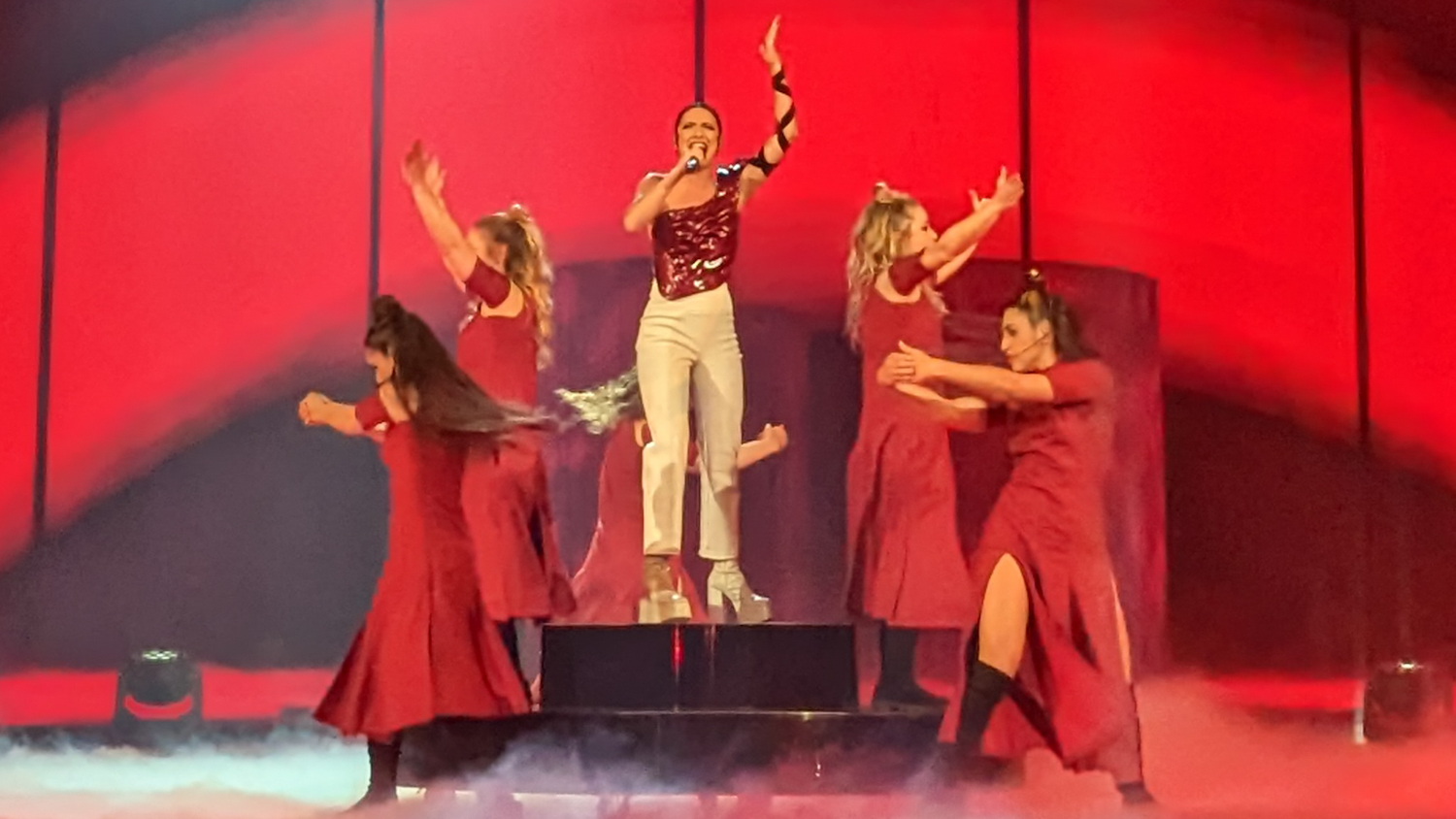
Blanca Paloma 2023
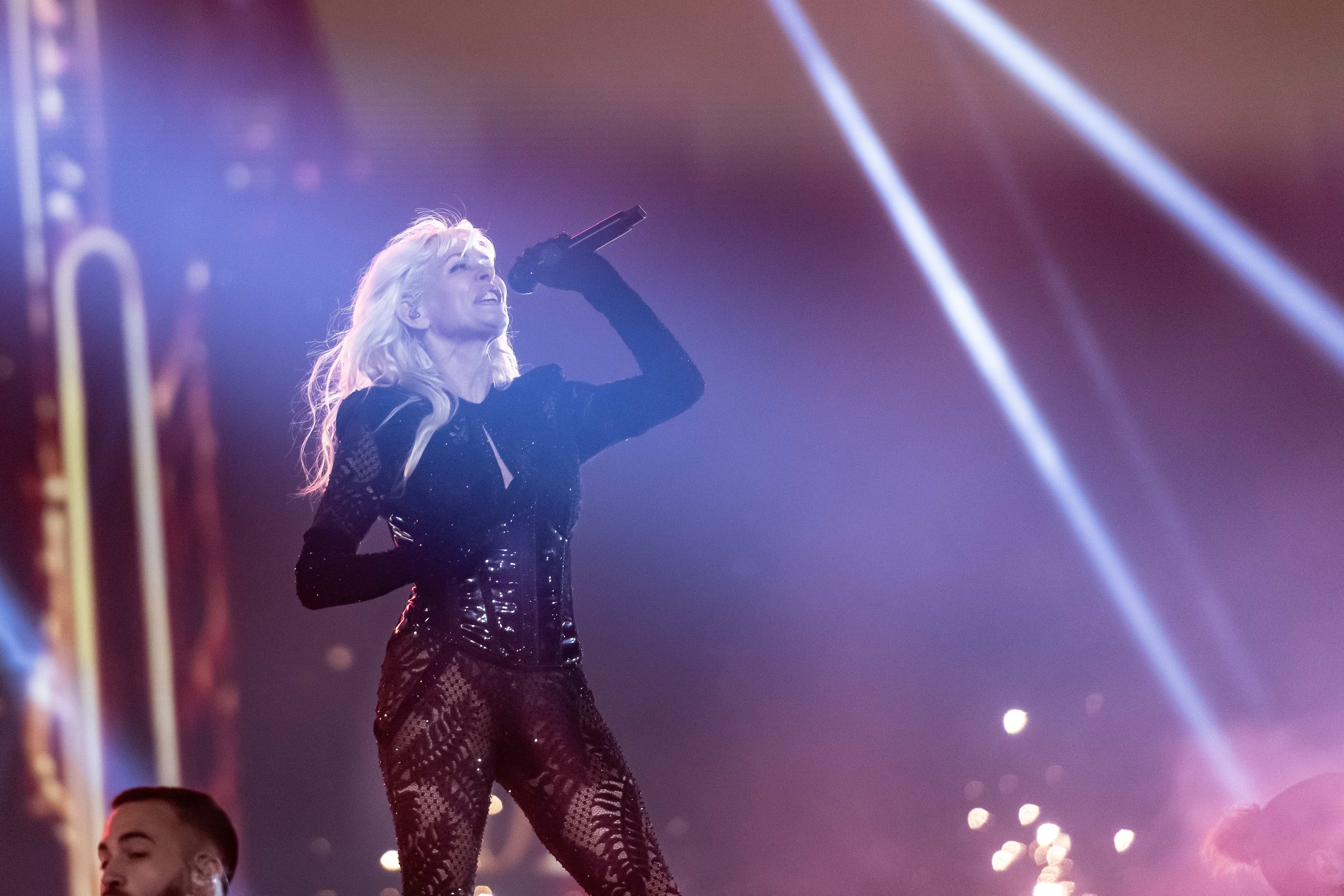
Nebulossa 2024
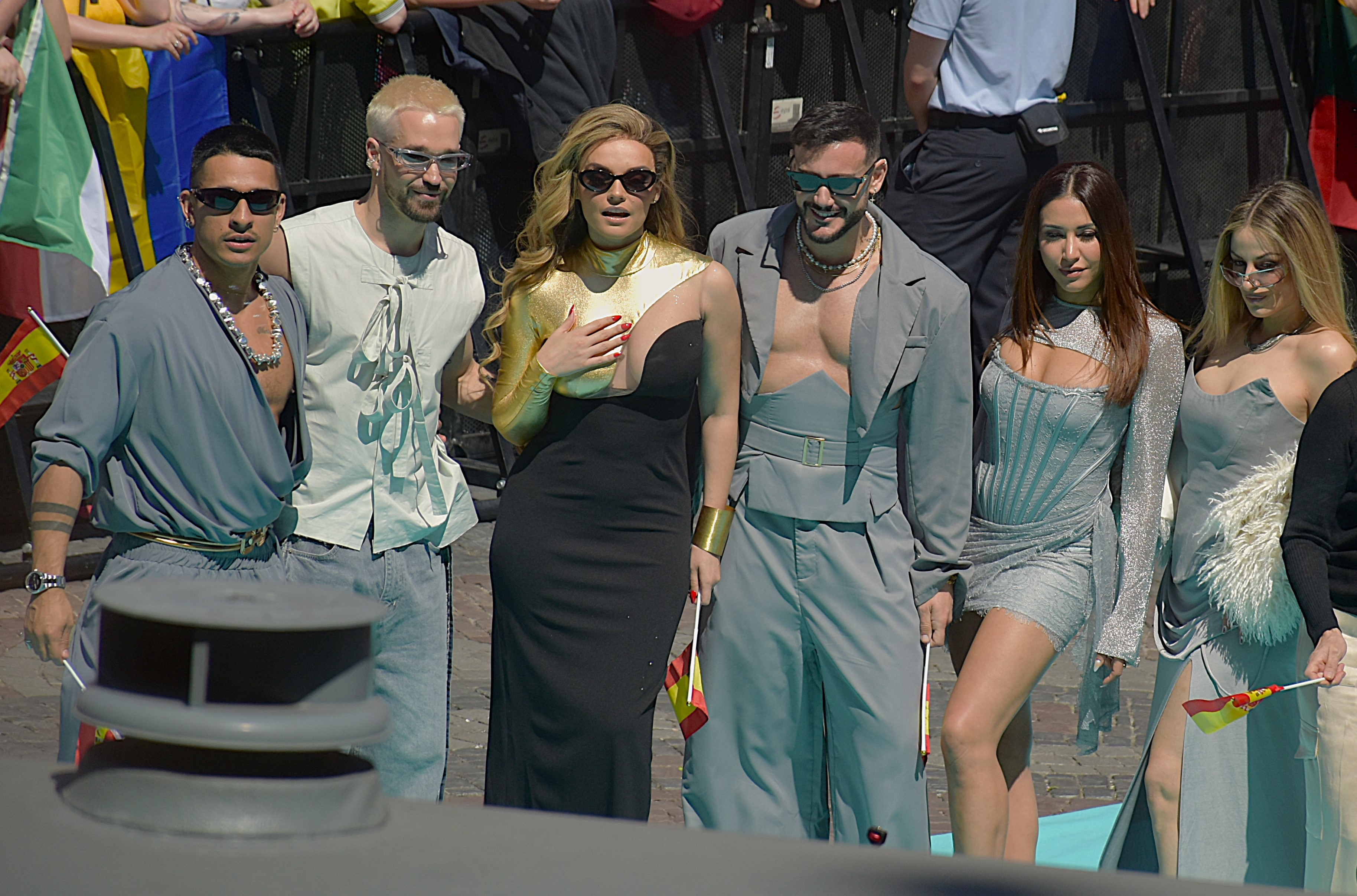
Melody 2025